# Porspoder
Porspoder [pɔʁspodɛʁ] est une commune littorale du département du Finistère (29), dans la région Bretagne, en France métropolitaine.

## Géographie

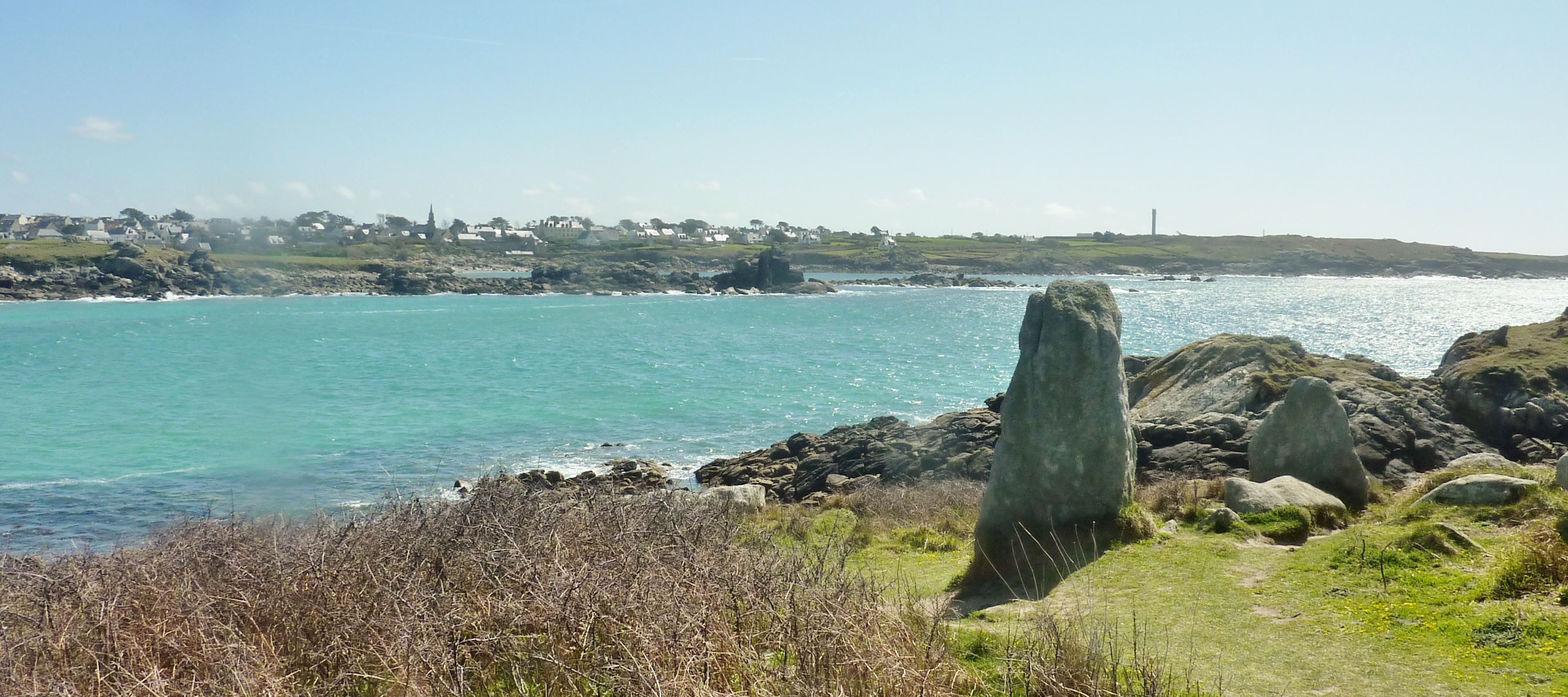
Porspoder vu depuis la presqu'île Saint-Laurent.

### Situation
Porspoder se situe sur le littoral ouest du Pays de Léon. Elle compte notamment sur son territoire la presqu'île Saint-Laurent, au large de laquelle se trouve le Phare du Four, et les îles Melon, Melgorn et Mazou.
Porspoder est non loin de la pointe de Corsen limite géographique conventionnelle entre la Manche et l'Atlantique.
1083 kilomètres séparent les villes de Porspoder et Menton (Alpes-Maritimes) ce qui en fait les deux communes les plus éloignées de France continentale.

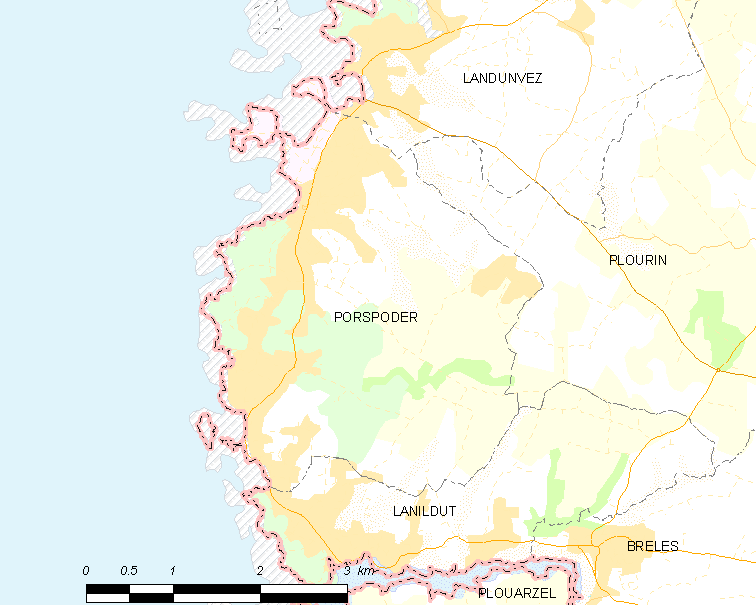
Carte de la commune de Porspoder

| Mer d'Iroise | Landunvez | Plourin  |
| Mer d'Iroise | Porspoder | Plourin  |
| Mer d'Iroise | Lanildut  | Lanildut |

### Relief
Le littoral est assez découpé, alternant presqu'îles (du Vivier et de Saint-Laurent ; celles-ci étant d'ailleurs d'anciennes îles rattachées par l'homme au continent par la construction de digues qui les ont transformées en tombolos d'origine anthropique), pointes (Pointe de Garchine notamment, mais aussi pointe de Kerizella et pointe de Penn ar Gored, au toponyme révélateur de l'existence d'un barrage à poissons, gored en langue bretonne, par le passé) et anses (notamment celle du bourg), ainsi que l'Île Melon. La presqu'île Saint-Laurent possède respectivement au nord-est et au sud-est, donc à l'abri des vents dominants, deux havres servant traditionnellement d'abri pour les barques et au nom révélateur : Porz Doun et Porz Iliz. Mazou est un "port de poche" qui est, avec Gwin Zégal en Plouha, le dernier représentant d'un mode de mouillage très particulier dont la tradition remonte au moins au Moyen-Âge, un simple mouillage sur pieux de bois (une petite trentaine de troncs de huit à 10 mètres de hauteur enfoncés dans le sable sous-marin, leur base étant consolidée par des pierres).
Les altitudes sont peu élevées, allant du niveau de la mer jusqu'à 58 mètres dans la partie orientale du finage communal, qui forme un plateau en pente douce vers la mer, à peine entaillé par de très modestes petits fleuves côtiers, en fait de simples ruisseaux.

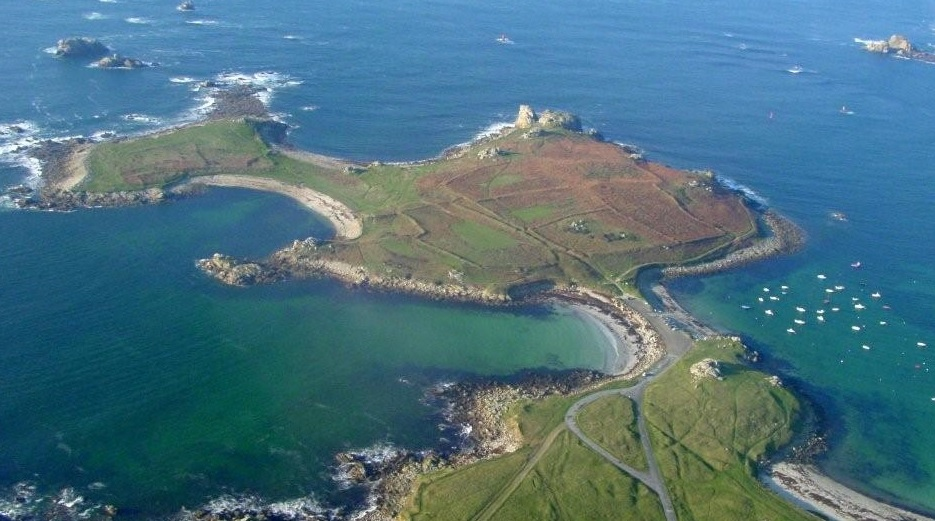
La presqu'île Saint-Laurent vue du ciel.
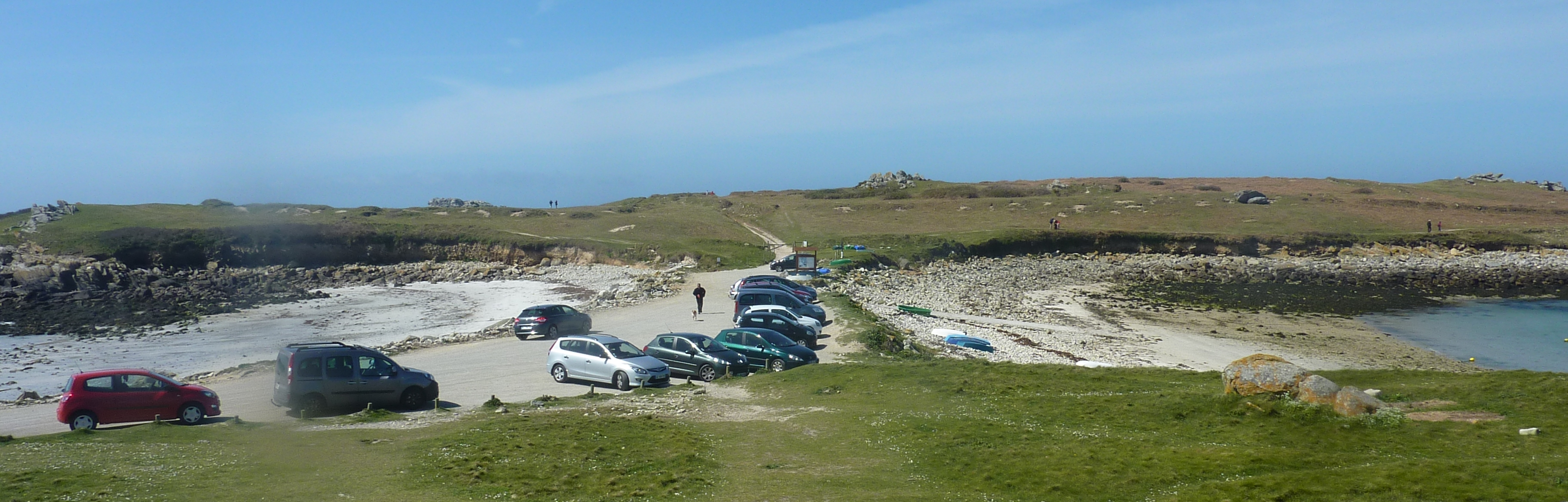
L'isthme (un tombolo) reliant la presqu'île Saint-Laurent au continent.
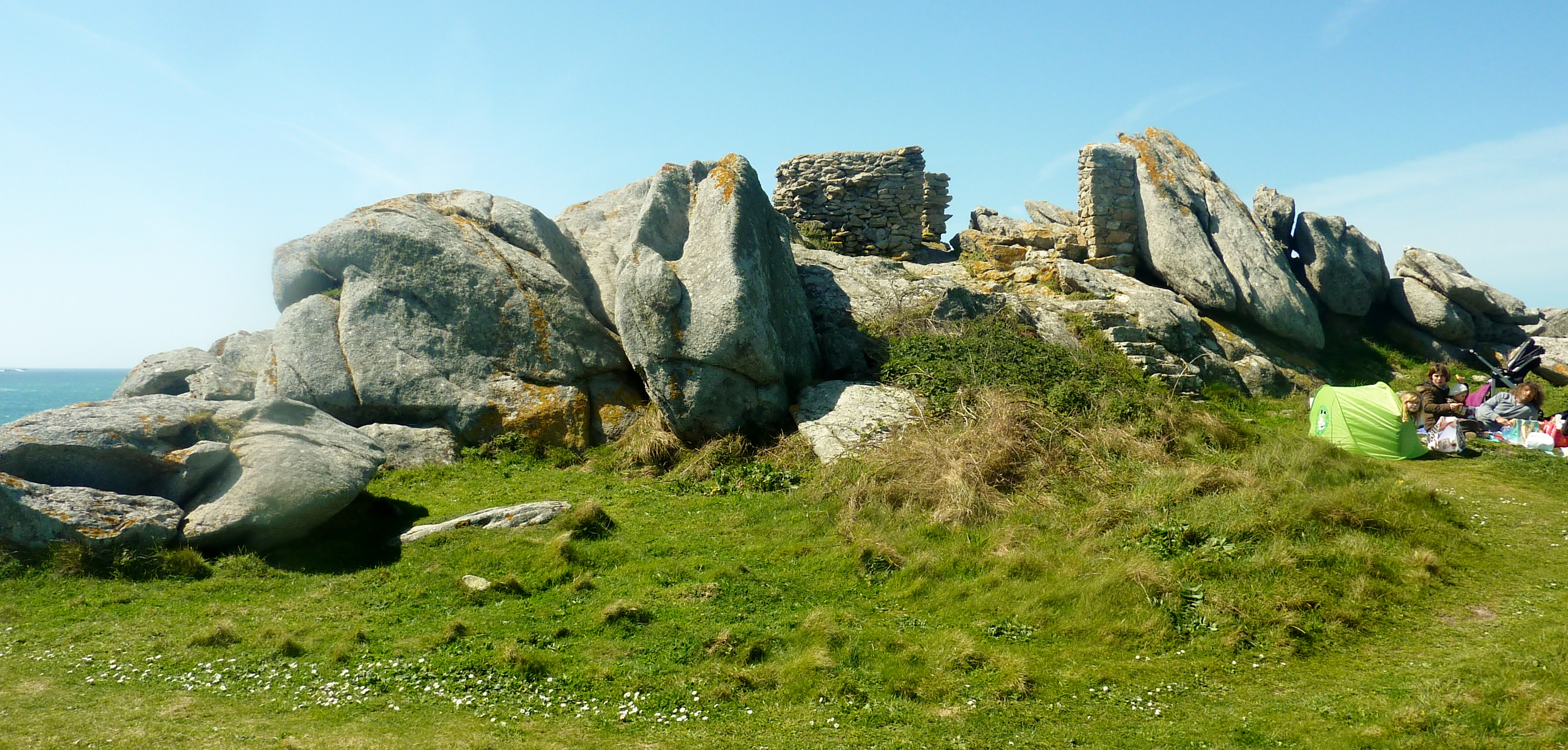
Rochers dans la presqu'île Saint-Laurent.
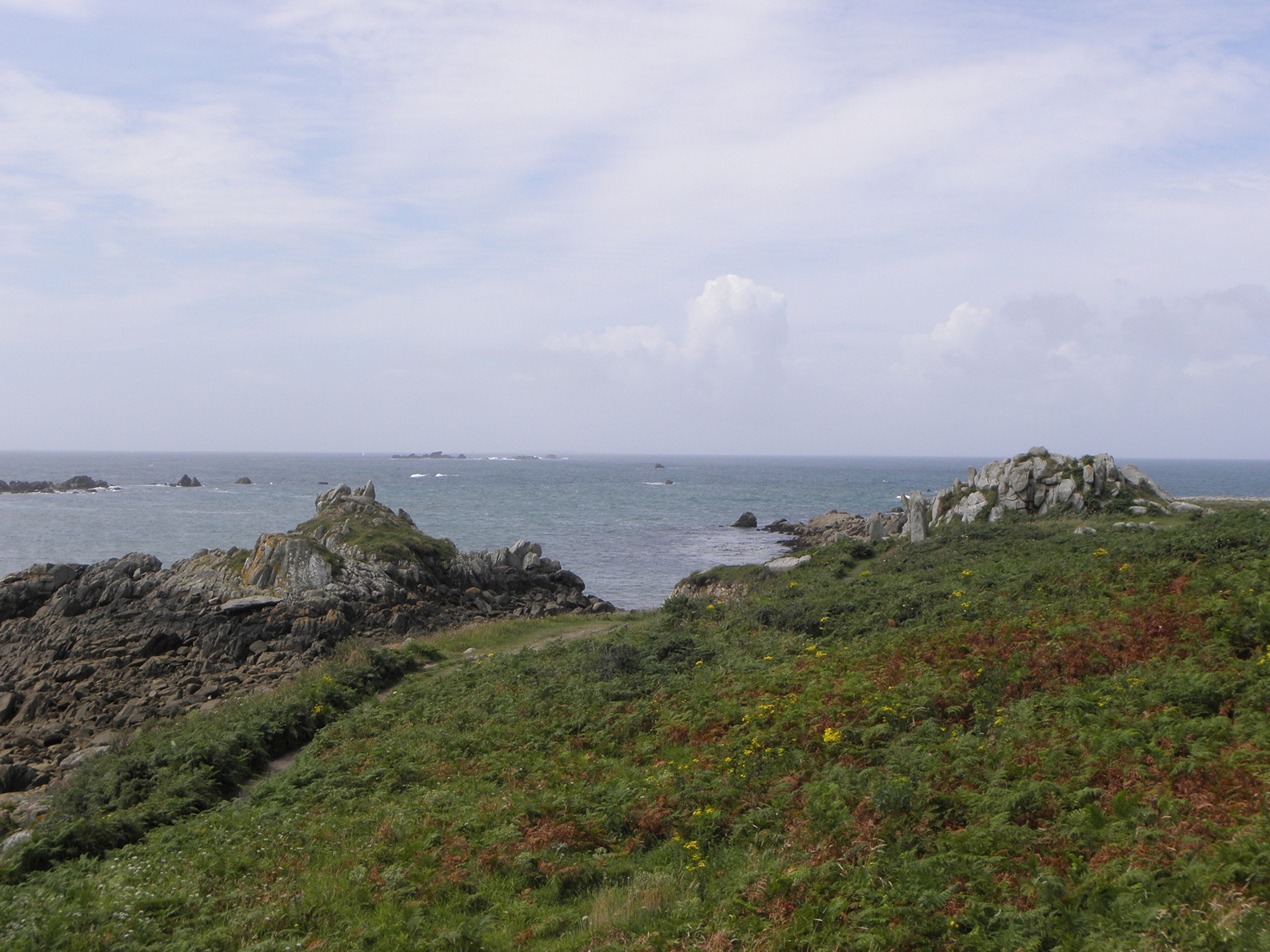
Cromlech Pors-an-Toullou et Ar-Verret dans la presqu'île Saint-Laurent.
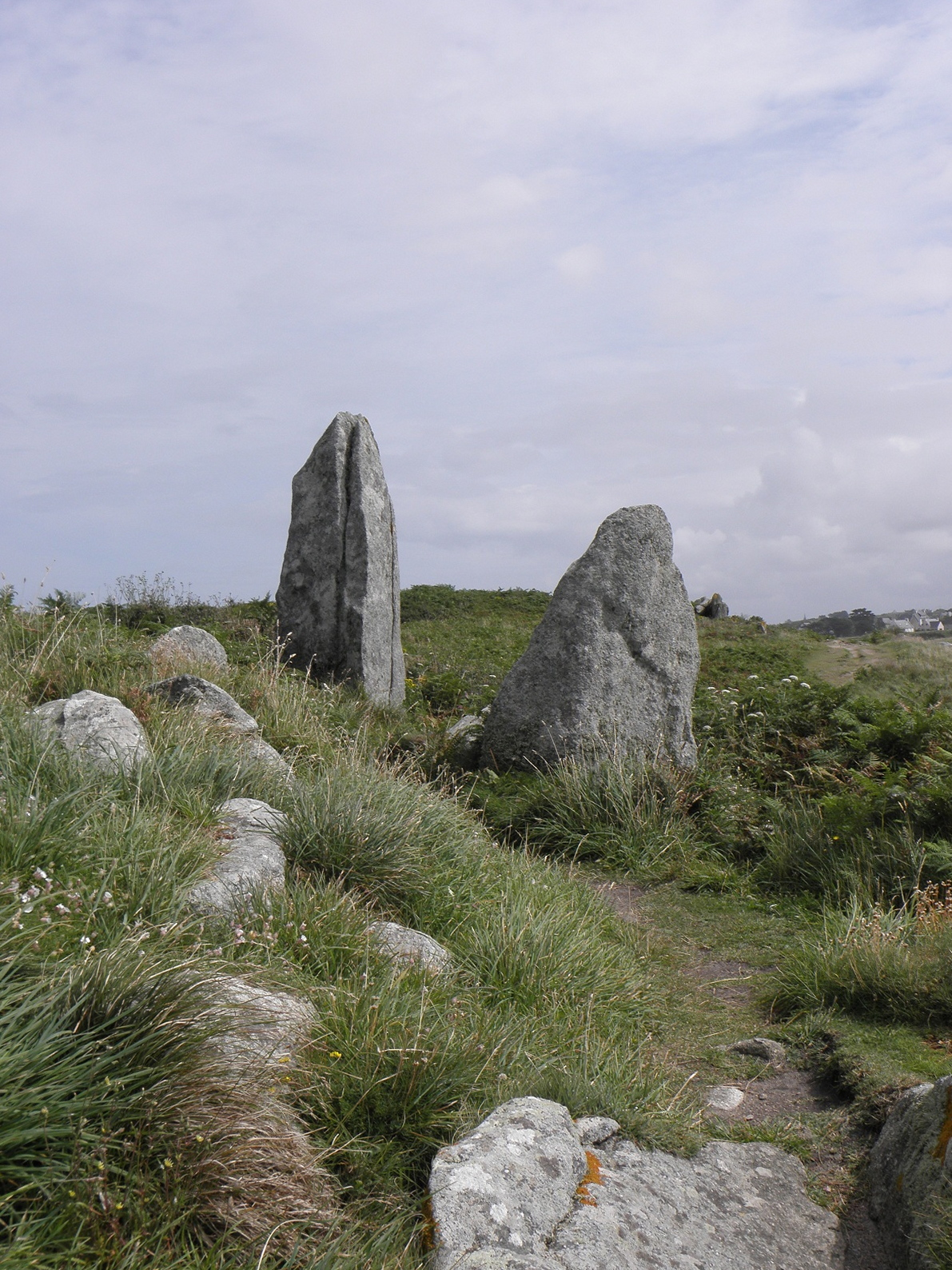
Détail du cromlech Pors-an-Toullou et Ar-Verret dans la presqu'île Saint-Laurent.
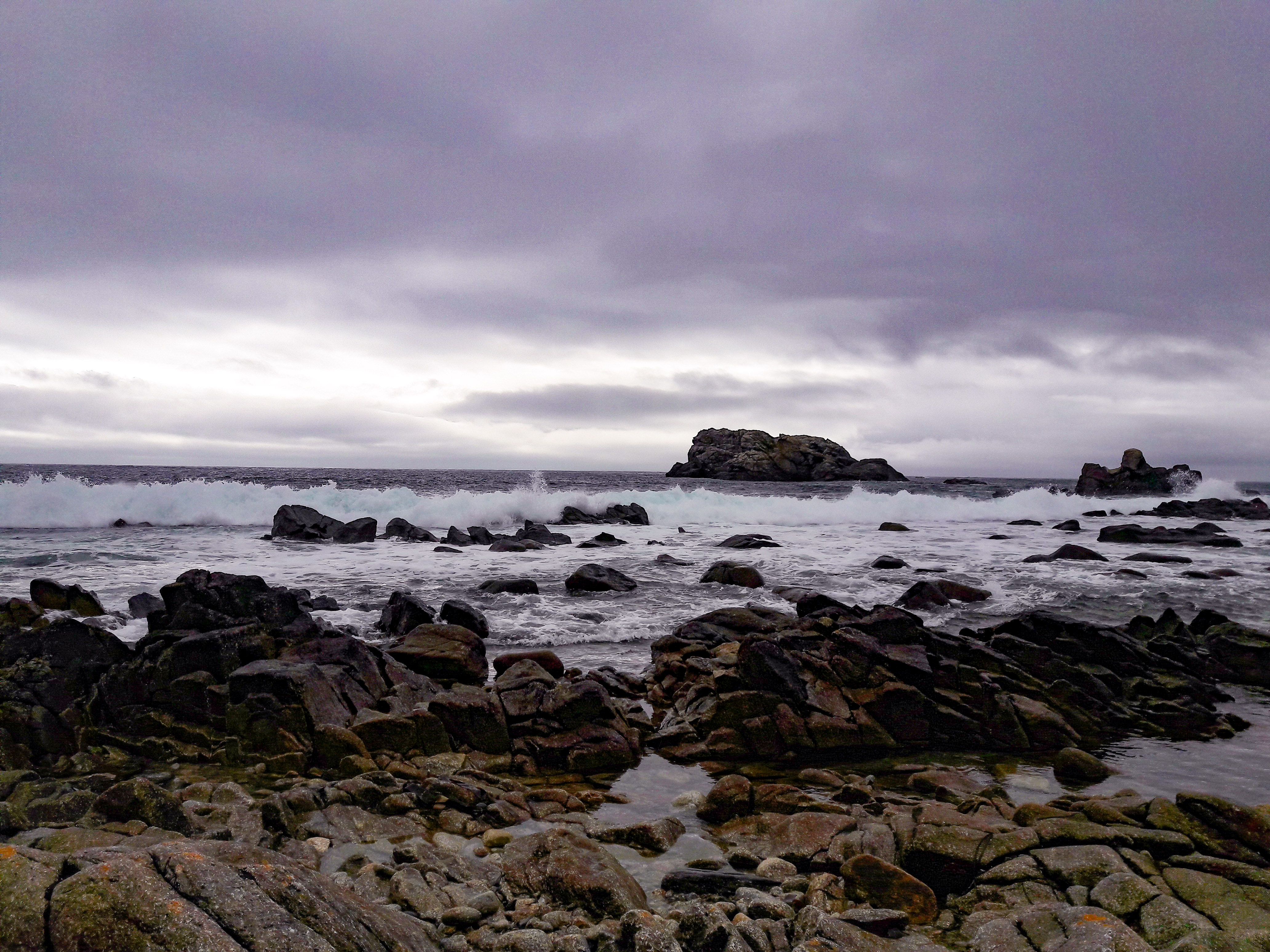
Vagues et rochers vus depuis la presqu'île Saint-Laurent.
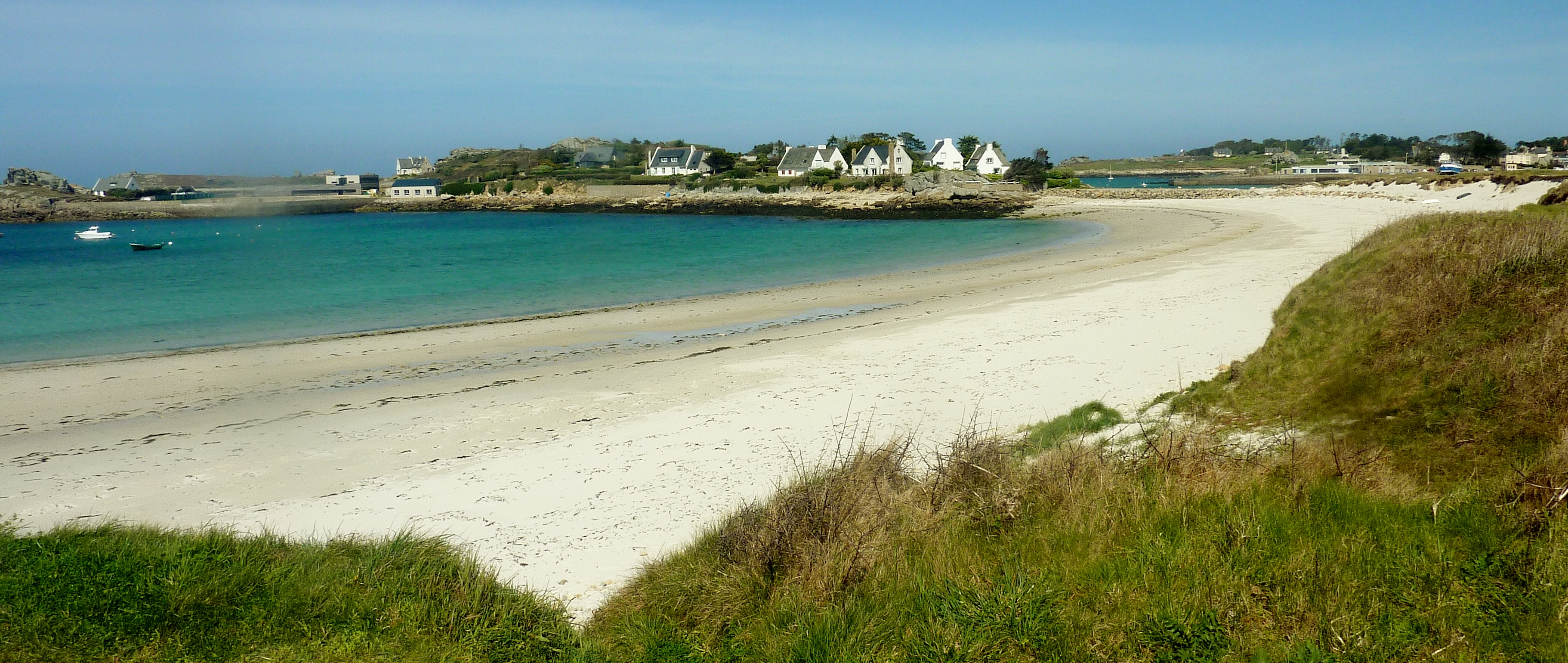
La presqu'île du Vivier vue depuis la presqu'île Saint-Laurent 1.
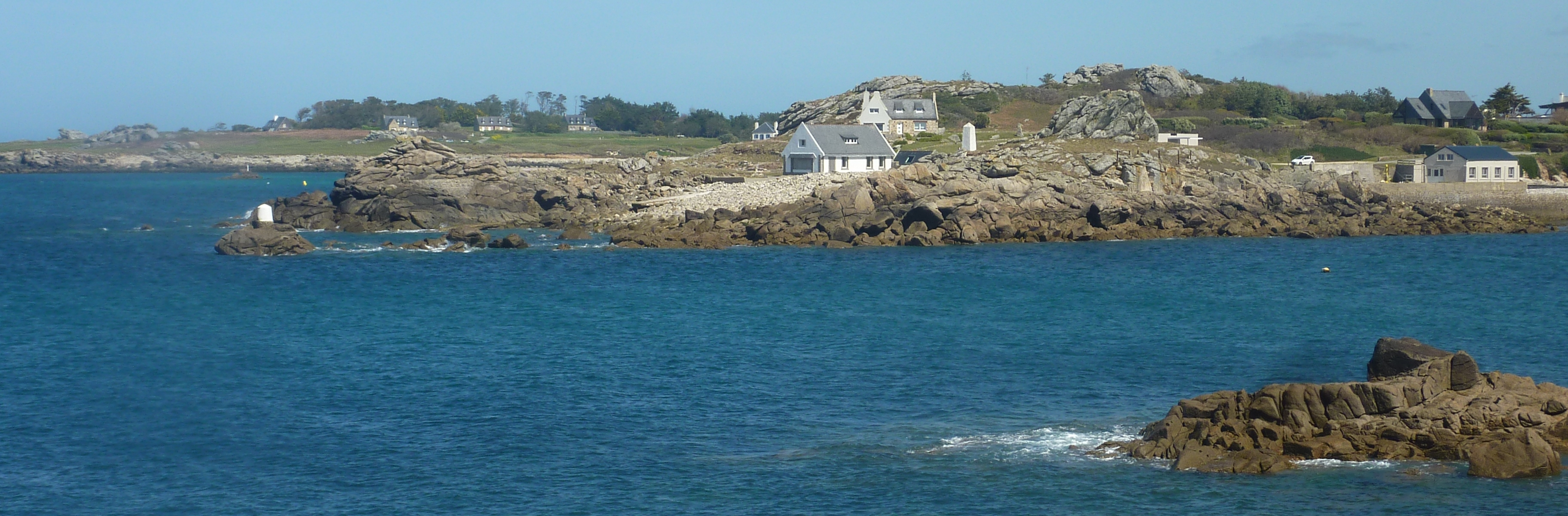
La presqu'île du Vivier vue depuis la presqu'île Saint-Laurent 2.

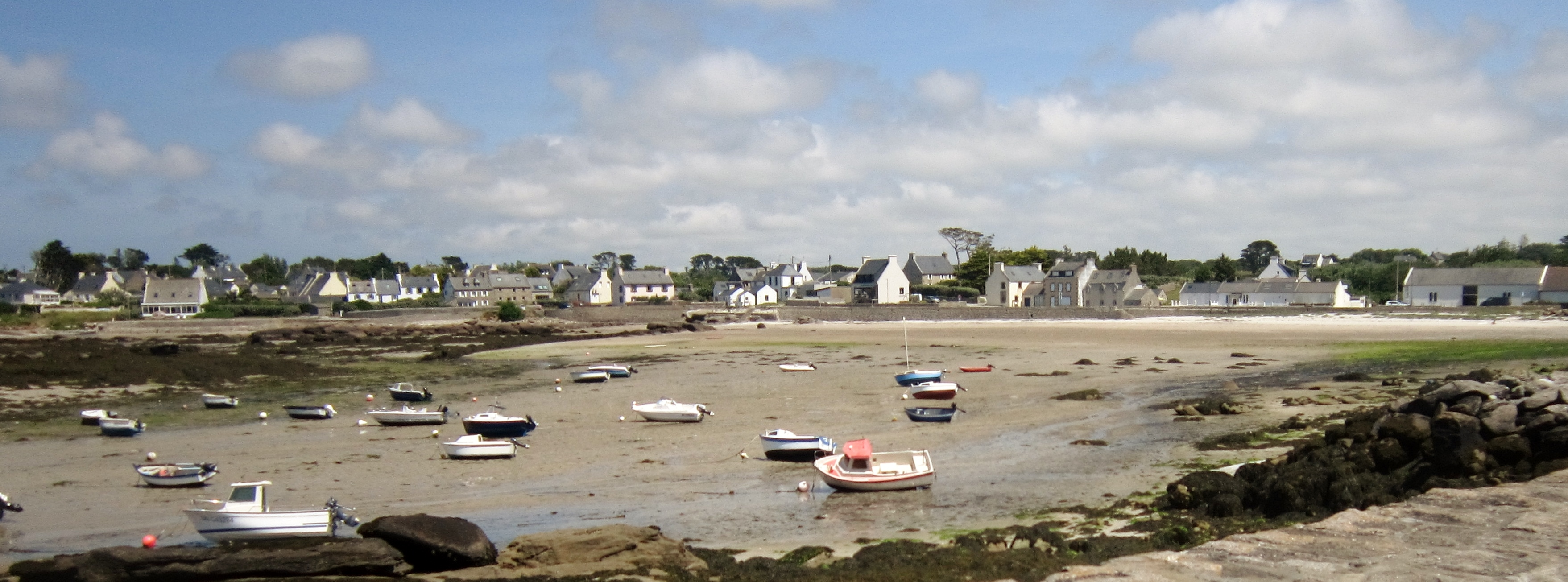
La plage et le port de Melon à marée basse.
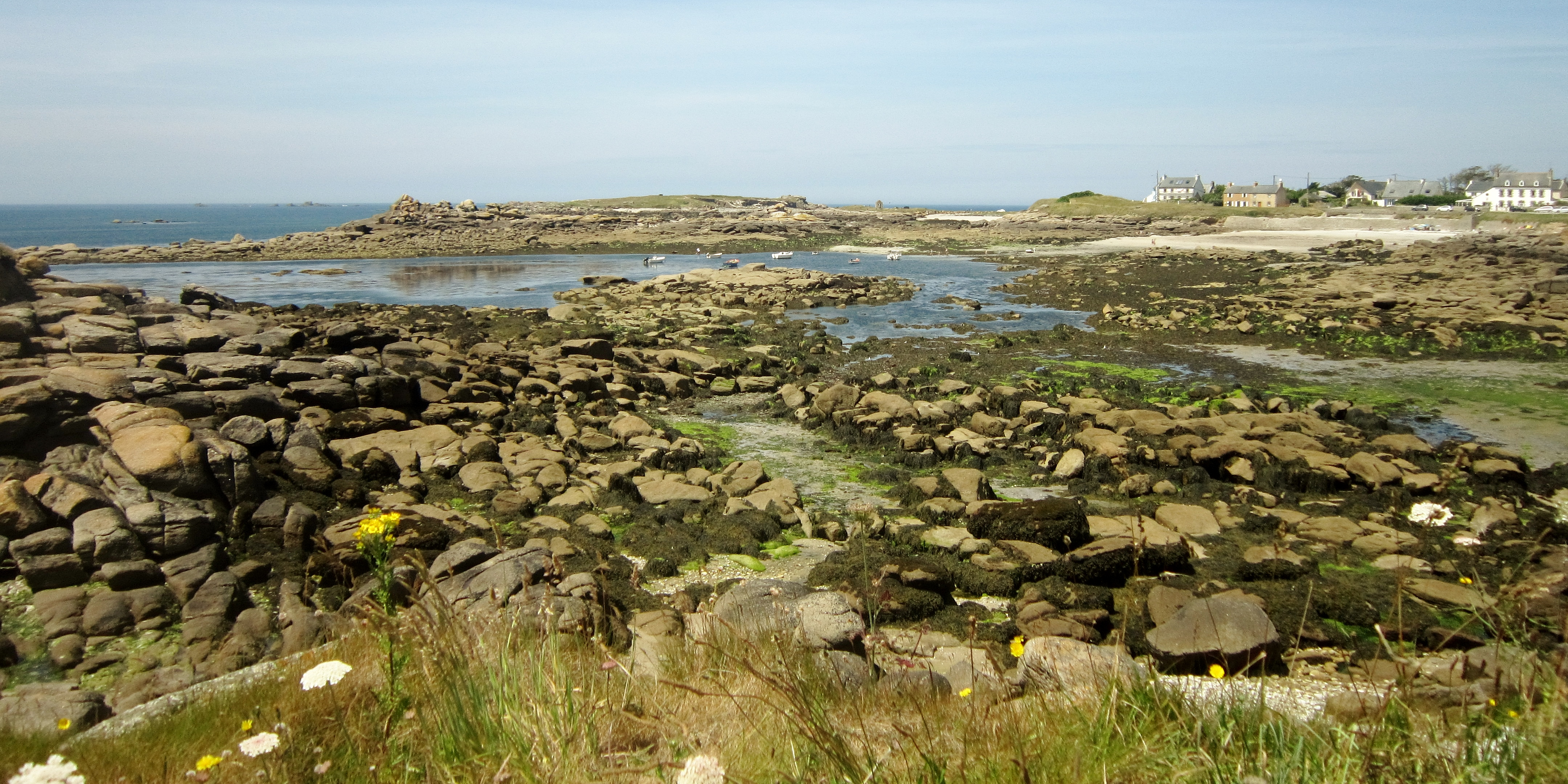
Estran rocheux en direction de Melon à marée basse vu de la pointe de Kerzéven.

### Géologie

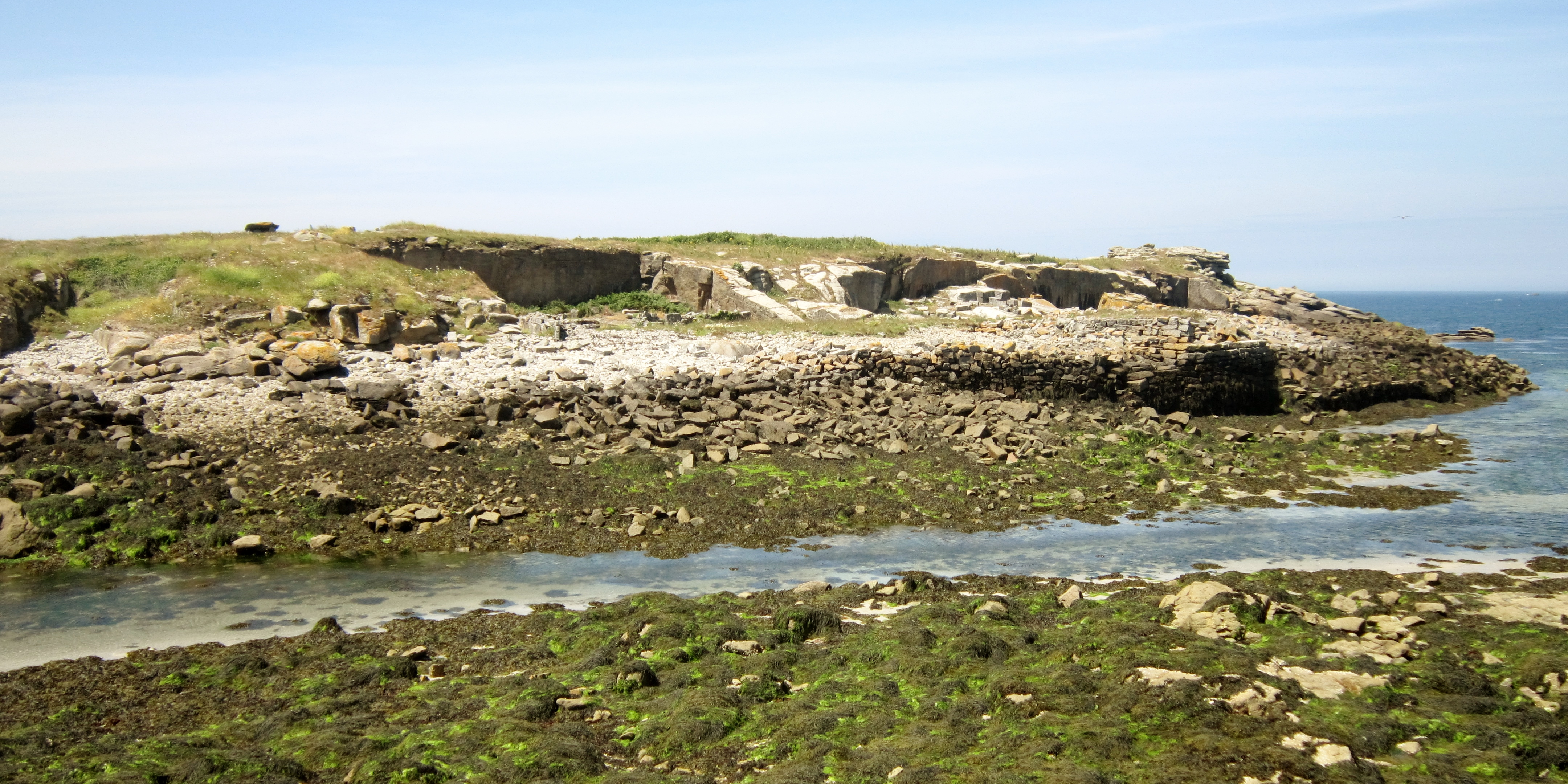
L'Île Melon et ses anciennes carrières de granite vue du continent.

Le granite porphyroïde rose (un granite à gros feldspaths roses) de l'Aber-Ildut, dit "granite de Laber" provient d'un pluton et affleure de l'Île Ségal au sud jusqu'à Porspoder au nord et jusqu'à Plouguin au nord-est ; ces gros feldspaths roses sont très résistants à l'altération et apparaissent souvent en relief, ce qui a contribué à leur intérêt monumental ; ce massif de granite rose est parcouru par tout un réseau de diaclases, ce qui a facilité l'exploitation de la roche (des monolithes en ont été extraits dès la Préhistoire pour obtenir des menhirs ; dès 1809, Pierre Bigot de Morogues écrit : « Ce superbe granite est d'une grande dureté et susceptible du plus beau poli ; on le trouve sur le bord de la mer en très gros blocs détachés, ce qui permet de l'exploiter plus facilement ».) C'est ce granite qui a été exploité aussi à Porspoder, notamment à l'Île Melon.
Ce granite porphyroïde est particulièrement favorable à l'altération, favorisant la création d'arène granitique et le déblaiement de celle-ci par la mer donne des boules résiduelles de granite créant des chaos de roches aux formes spectaculaires, comme à Melon et à Mazou

### Habitat
Le bourg de Porspoder, en situation littorale, est excentré dans la partie nord-ouest du territoire communal. C'est un village linéaire, étiré le long de la route départementale n°27 parallèle au littoral, formant une agglomération continue vers le nord avec Argenton, hameau qui dépend de la commune voisine de Landunvez ; cette agglomération a tendance à se prolonger aussi vers le sud, toujours le long de cette même route et à ses abords jusqu'à Melon et la limite sud du finage communal en raison d'une périurbanisation diffuse assez dense liée à la prolifération de résidences secondaires en raison de la proximité de l'océan. « Porspoder n'est qu'un exemple, valable pour toute la Bretagne, de l'actuelle désagrégation du littoral envahi par les résidences secondaires » écrit la revue Sites et monuments dès 1972. Toutefois une bonne partie littoral reste encore préservé de toute urbanisation sauf au niveau du bourg, ainsi que dans la partie sud, où la route départementale longe le littoral aux alentours du hameau de Melon.
L'intérieur présente un habitat rural dispersé en de nombreux écarts, formés de fermes isolées ou de hameaux, notamment celui de l'ancienne commune de Larret.

### Transports
Outre la route départementale n°27 (qui vers le nord va vers Landunvez et Portsall et vers le sud vers Lanildut et Saint-Renan), la commune est aussi reliée à Saint-Renan et Brest par la route départementale n°68, même si celle-ci rejoint la route départementale n°27 au niveau d'Argenton.
Le port de Mazou est, avec celui de Gwin Zégal à Plouha, un des derniers représentants d'un type de mouillage très particulier, le mouillage sur pieux de bois, dont la tradition remonte au Moyen-Âge. Une petite trentaine de pieux constitués de troncs d'arbres, avec leurs racines, et consolidés avec des pierres, est plantée dans le sable.

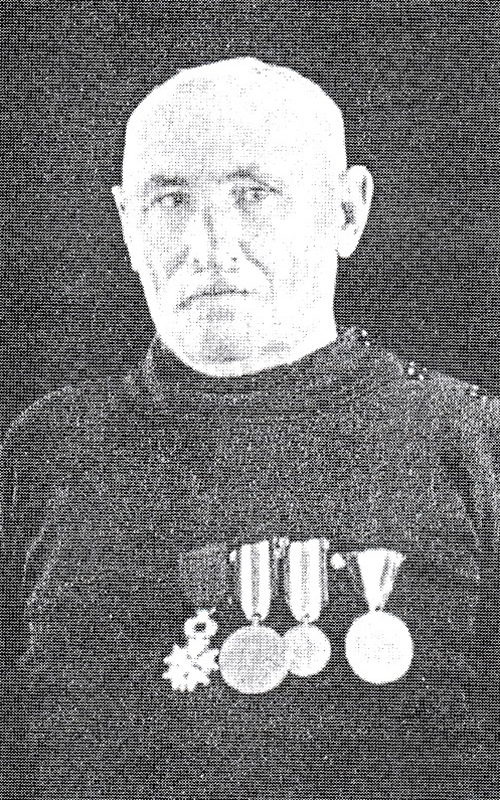
François Paul, patron du canot de sauvetage d'Argenton Henri Munier de 1917 à 1926.

### Sauvetage en mer
Une station de sauvetage maritime est créée à Argenton en Porspoder en 1895.
En avril 1926, sous l'égide des Hospitaliers Sauveteurs Bretons cette station de sauvetage maritime modernisée disposera d'un nouveau bateau de sauvetage tout comme la station de Saint-Cast.
François Paul (1860-1952), canotier comme son père Jules, fut le patron de l'Henri Munier de 1917 à 1926 - cf Page 22 du recueil " 1895-1995, 100 ans de Sauvetage à Argenton ", édité par la S.N.S.M.-.

### Hydrographie
Pour un article plus général, voir Réseau hydrographique du Finistère.
La commune est située dans le bassin Loire-Bretagne. Elle est drainée par divers petits cours d'eau,.

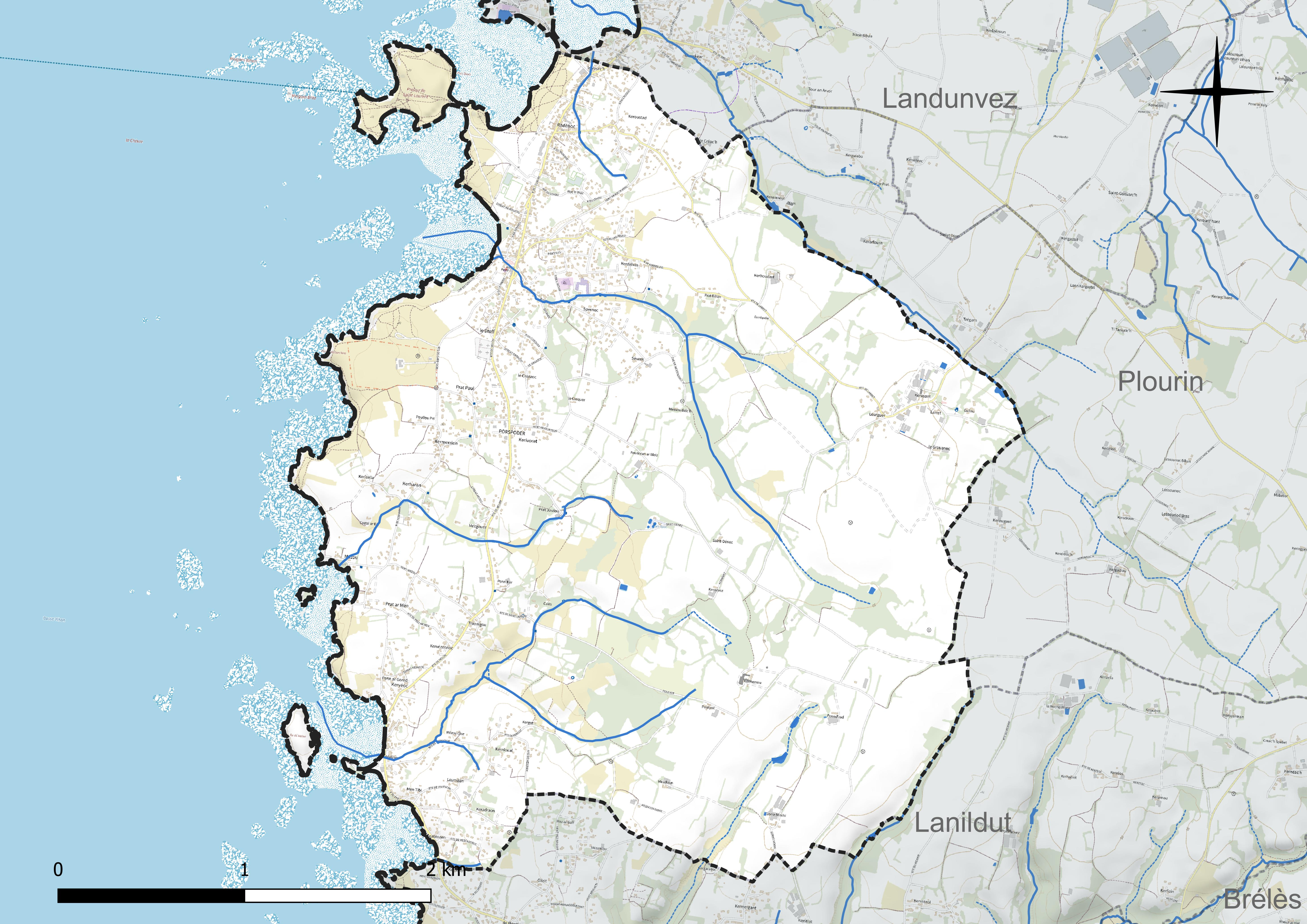
Réseau hydrographique de Porspoder.

### Climat
Pour des articles plus généraux, voir Climat de la Bretagne et Climat du Finistère.
En 2010, le climat de la commune est de type climat océanique franc, selon une étude du CNRS s'appuyant sur une série de données couvrant la période 1971-2000. En 2020, Météo-France publie une typologie des climats de la France métropolitaine dans laquelle la commune est exposée à un climat océanique et est dans la région climatique  Finistère nord, caractérisée par une pluviométrie élevée, des températures douces en hiver (6 °C), fraîches en été et des vents forts. Parallèlement l'observatoire de l'environnement en Bretagne publie en 2020 un zonage climatique de la région Bretagne, s'appuyant sur des données de Météo-France de 2009. La commune est, selon ce zonage, dans la zone « Littoral », exposée à un climat venté, avec des étés frais mais doux en hiver et des pluies moyennes.  
Pour la période 1971-2000, la température annuelle moyenne est de 12 °C, avec  une amplitude thermique annuelle de 8,8 °C. Le cumul annuel moyen de précipitations est de 812 mm, avec 15,3 jours de précipitations en janvier et 6,8 jours en juillet. Pour la période 1991-2020, la température moyenne annuelle observée sur la station météorologique la plus proche, située sur la commune de Ploudalmézeau à 9 km à vol d'oiseau, est de 12,1 °C et le cumul annuel moyen de précipitations est de 997,1 mm,. Pour l'avenir, les paramètres climatiques de la commune estimés pour 2050 selon différents scénarios d'émission de gaz à effet de serre sont consultables sur un site dédié publié par Météo-France en novembre 2022.

## Urbanisme

### Typologie
Au 1er janvier 2024, Porspoder est catégorisée commune rurale à habitat dispersé, selon la nouvelle grille communale de densité à 7 niveaux définie par l'Insee en 2022.
Elle appartient à l'unité urbaine de Porspoder, une agglomération intra-départementale dont elle est ville-centre,. Par ailleurs la commune fait partie de l'aire d'attraction de Brest, dont elle est une commune de la couronne,. Cette aire, qui regroupe 68 communes, est catégorisée dans les aires de 200 000 à moins de 700 000 habitants,.
La commune, bordée par la mer d'Iroise, est également une commune littorale au sens de la loi du 3 janvier 1986, dite loi littoral. Des dispositions spécifiques d'urbanisme s'y appliquent dès lors afin de préserver les espaces naturels, les sites, les paysages et l'équilibre écologique du littoral, tel le principe d'inconstructibilité, en dehors des espaces urbanisés, sur la bande littorale des 100 mètres, ou plus si le plan local d'urbanisme le prévoit.

### Occupation des sols
L'occupation des sols de la commune, telle qu'elle ressort de la base de données européenne d'occupation biophysique des sols Corine Land Cover (CLC), est marquée par l'importance des territoires agricoles (50,8 % en 2018), une proportion sensiblement équivalente à celle de 1990 (50 %). La répartition détaillée en 2018 est la suivante : 
zones urbanisées (25,5 %), zones agricoles hétérogènes (23,4 %), terres arables (23 %), milieux à végétation arbustive et/ou herbacée (17,8 %), prairies (4,3 %), espaces verts artificialisés, non agricoles (2,6 %), forêts (2,6 %), zones humides côtières (0,7 %). L'évolution de l'occupation des sols de la commune et de ses infrastructures peut être observée sur les différentes représentations cartographiques du territoire : la carte de Cassini (XVIIIe siècle), la carte d'état-major (1820-1866) et les cartes ou photos aériennes de l'IGN pour la période actuelle (1950 à aujourd'hui).

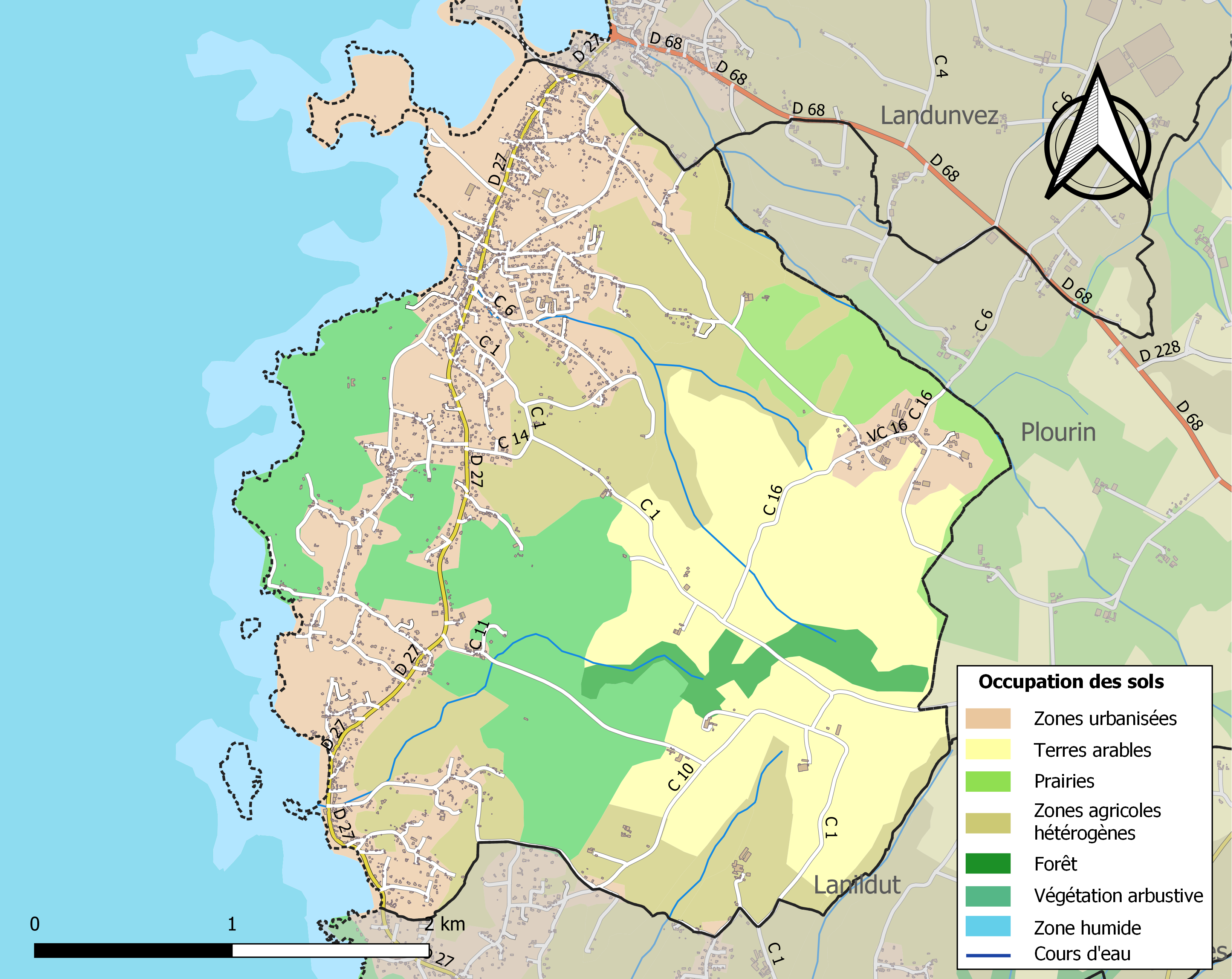
Carte des infrastructures et de l'occupation des sols de la commune en 2018 (CLC).

## Toponymie
Le nom de la localité est attesté sous les formes Portz Poeder fin XIVe siècle, Porzpoder en 1427.
« Porzhpoder » en graphie bretonne actuelle, Porspoder vient de porzh et poder (port et potier en breton), « Le port du potier ». Un lieu-dit situé à quelque distance du bourg se nomme en breton Mezou Pors-podérou « Champ des potiers du port ».
Un quartier près du bourg est dénommé traditionnellement An Dre en breton (« Le Treff » en français) ; ce nom garde probablement le souvenir de l'existence d'une trève dont il ne reste aucune trace historique connue. Un lavoir et une fontaine  ayant une statue assez ancienne qui représente un évêque mitré représente officiellement saint Budoc, mais cette statue était considérée par les vieilles gens du quartier comme étant celle de saint André, la confusion provenant du fait que sant an dre signifie tout simplement en breton « saint du quartier ».

## Histoire

### Origines
C'est à Porspoder qu'aurait débarqué saint Budoc ou Buzeuc, sur une pierre miraculeusement flottante : « Sur la grève de Porspoder, on vit aborder un jour une grande auge en pierre qui venait d'outre-mer en flottant sur les eaux. De cet auge se leva saint Budoc » (Beuzeg en breton actuel).
Porspoder devient paroisse au XVIIe siècle et commune en 1790. La petite commune de Larret (Lazret en 1695), peuplée de seulement 143 habitants, lui est rattachée en 1971.

### Préhistoire
Les mégalithes sont nombreux à Porspoder : un dolmen (fouillé en 1882) et trois menhirs (dont un de 6 mètres de haut et 3 mètres de large) dans l'Île Melon ; un dolmen et un menhir à Kerivoret ; un dolmen à Poul-Iod. Les mégalithes de Saint-Dénec (4 menhirs dont deux couchés) ont été décrits par Paul du Chatellier. Deux autres menhirs se trouvent à Troanigou, l'un de 4 mètres et l'autre de 2,90 mètres de hauteur. Le menhir de Kérouézel est classé monument historique par arrêté du 22 février 1921.

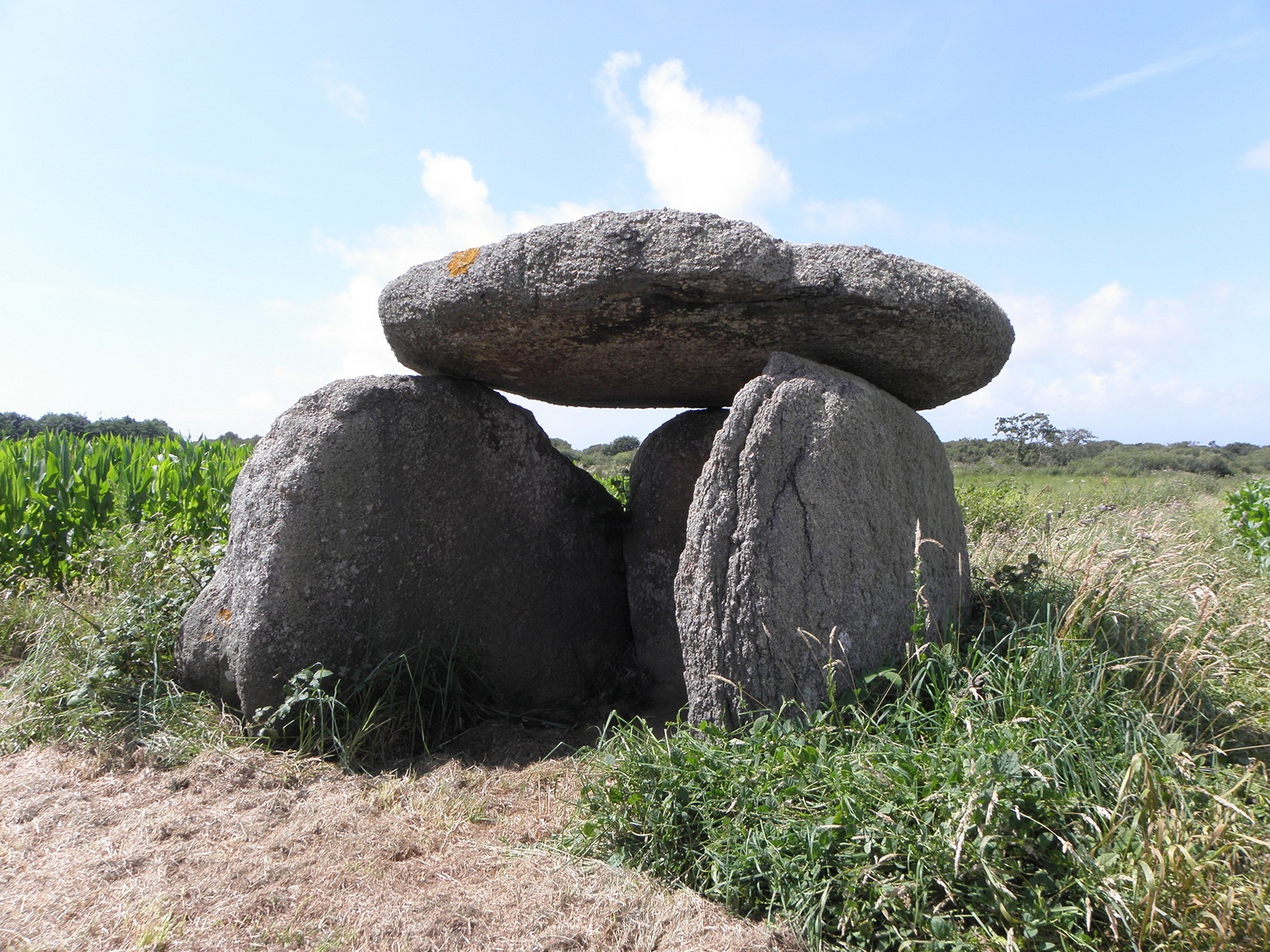
Le dolmen de Mezou Pouliot.
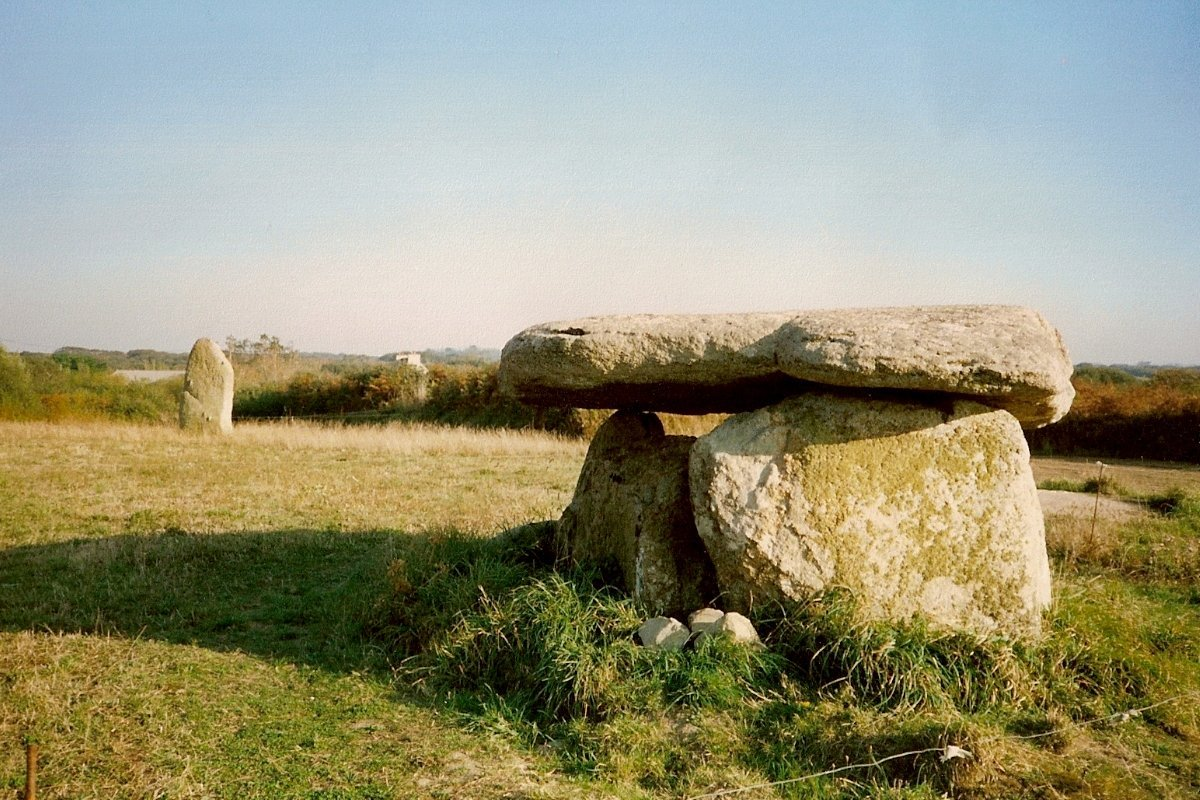
Le dolmen et le menhir de Kerivoret.
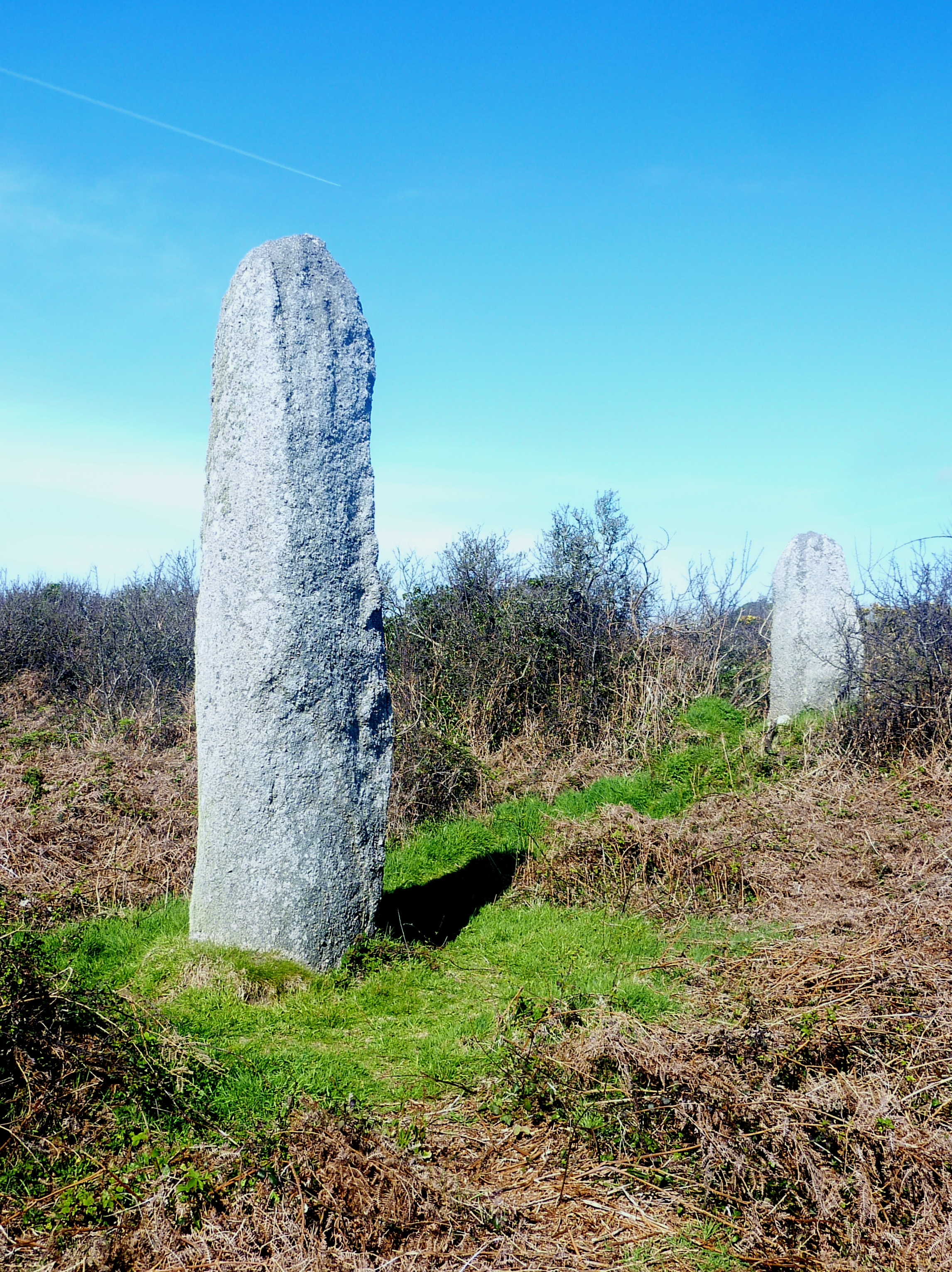
Les menhirs de Troanigou.
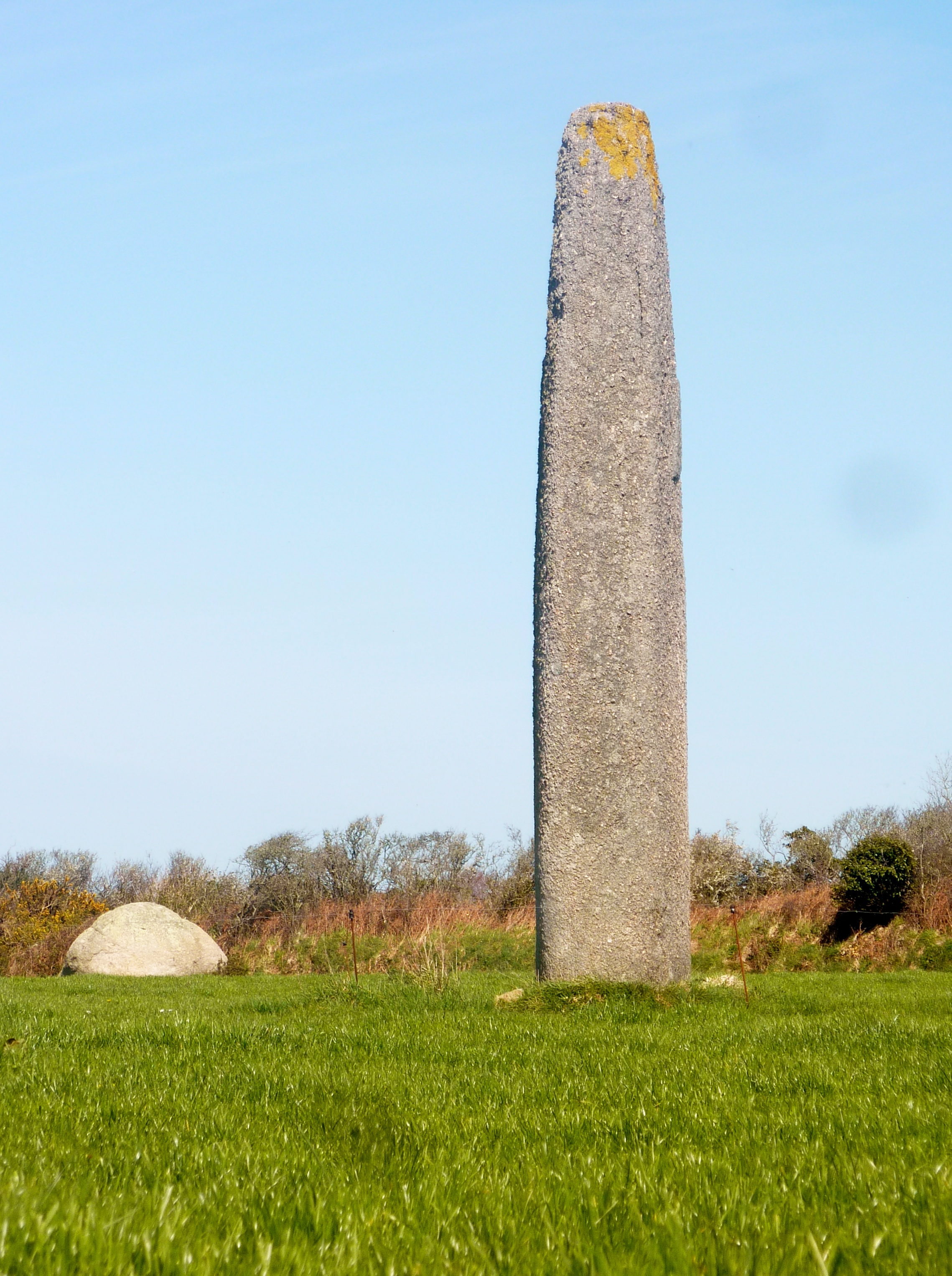
Le menhir de Kérhouézel.
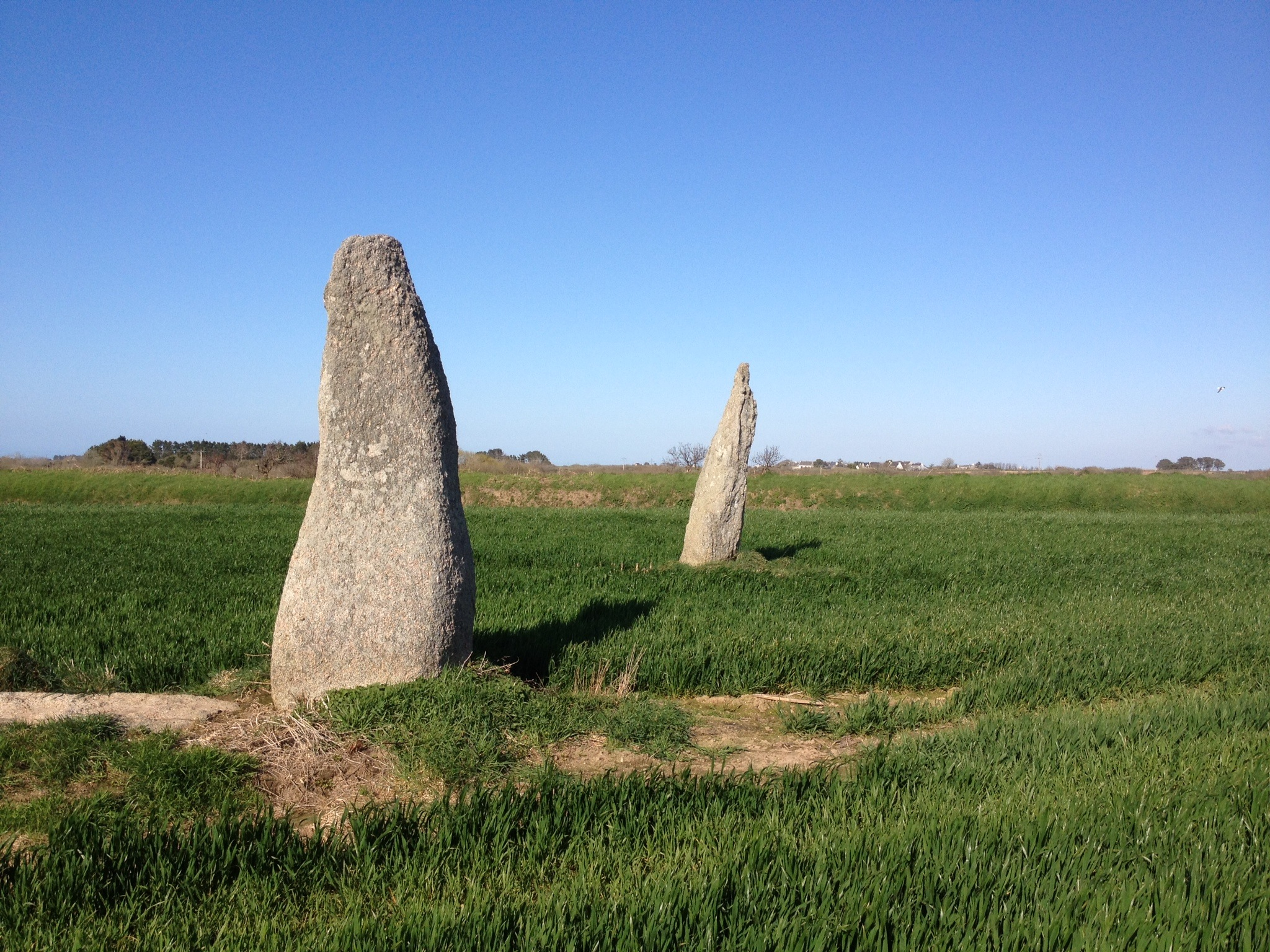
Les deux menhirs de l'alignement de Saint-Denec.
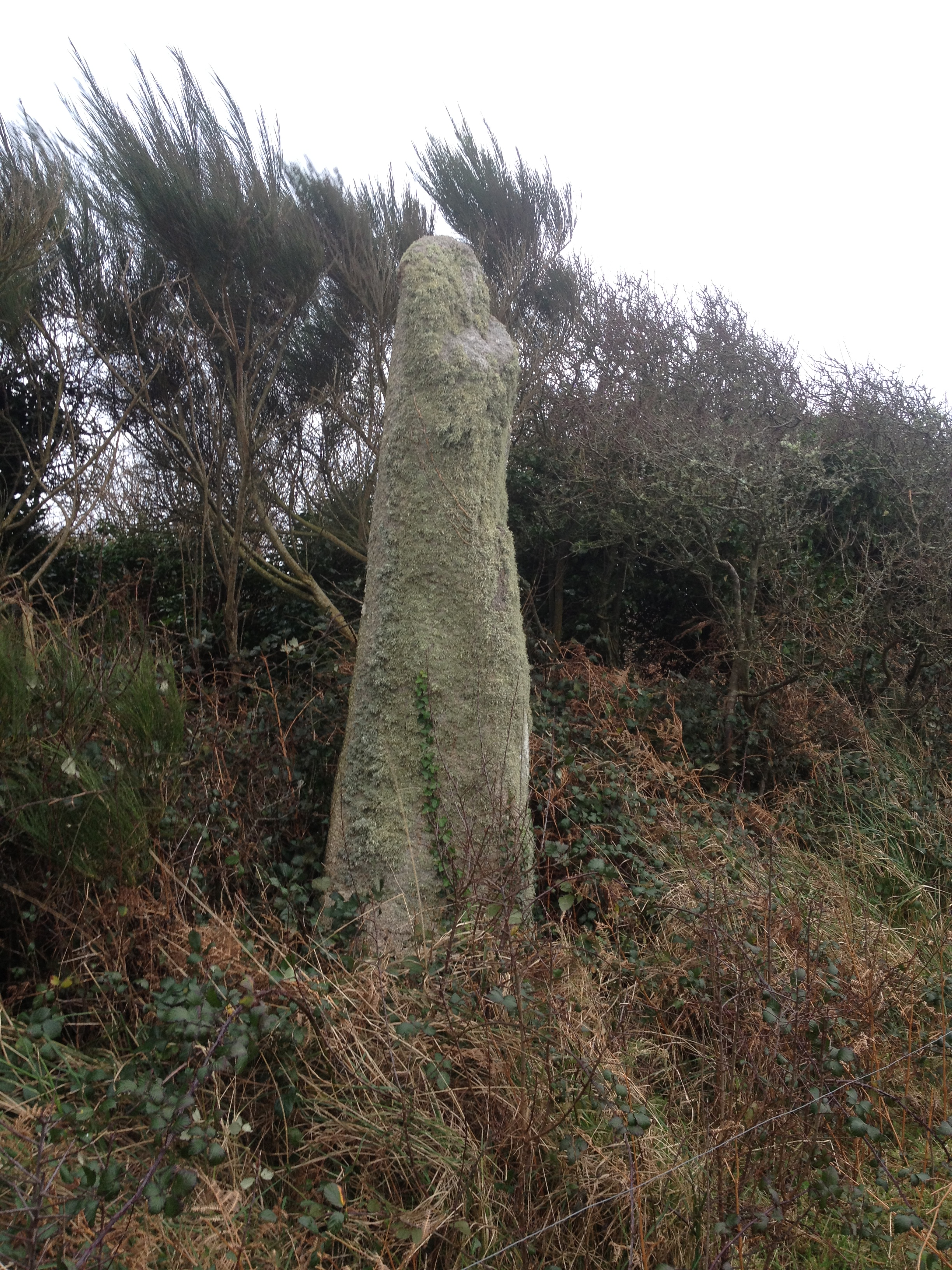
Le menhir de Calès.
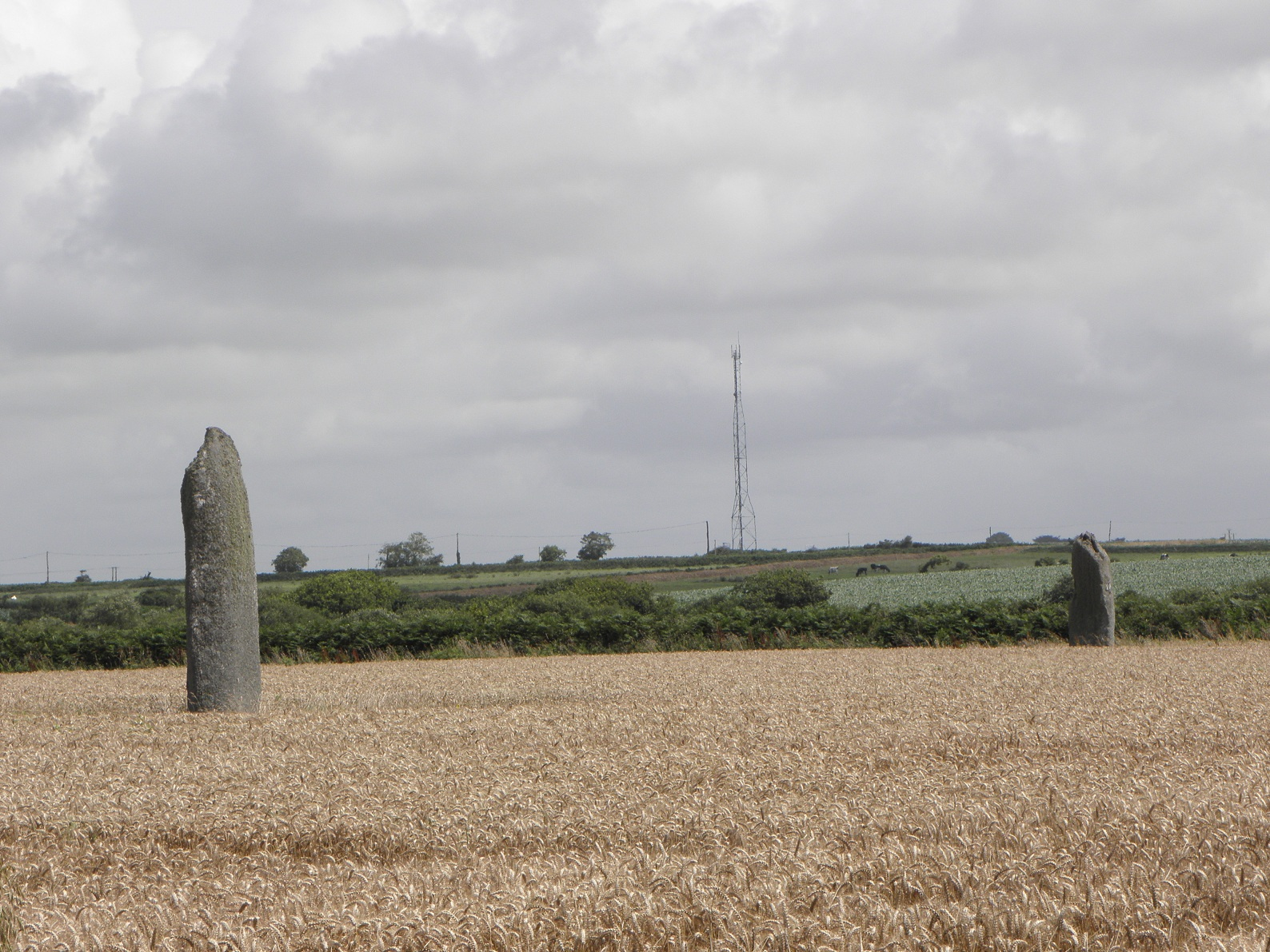
Les menhirs de Mezdoun.
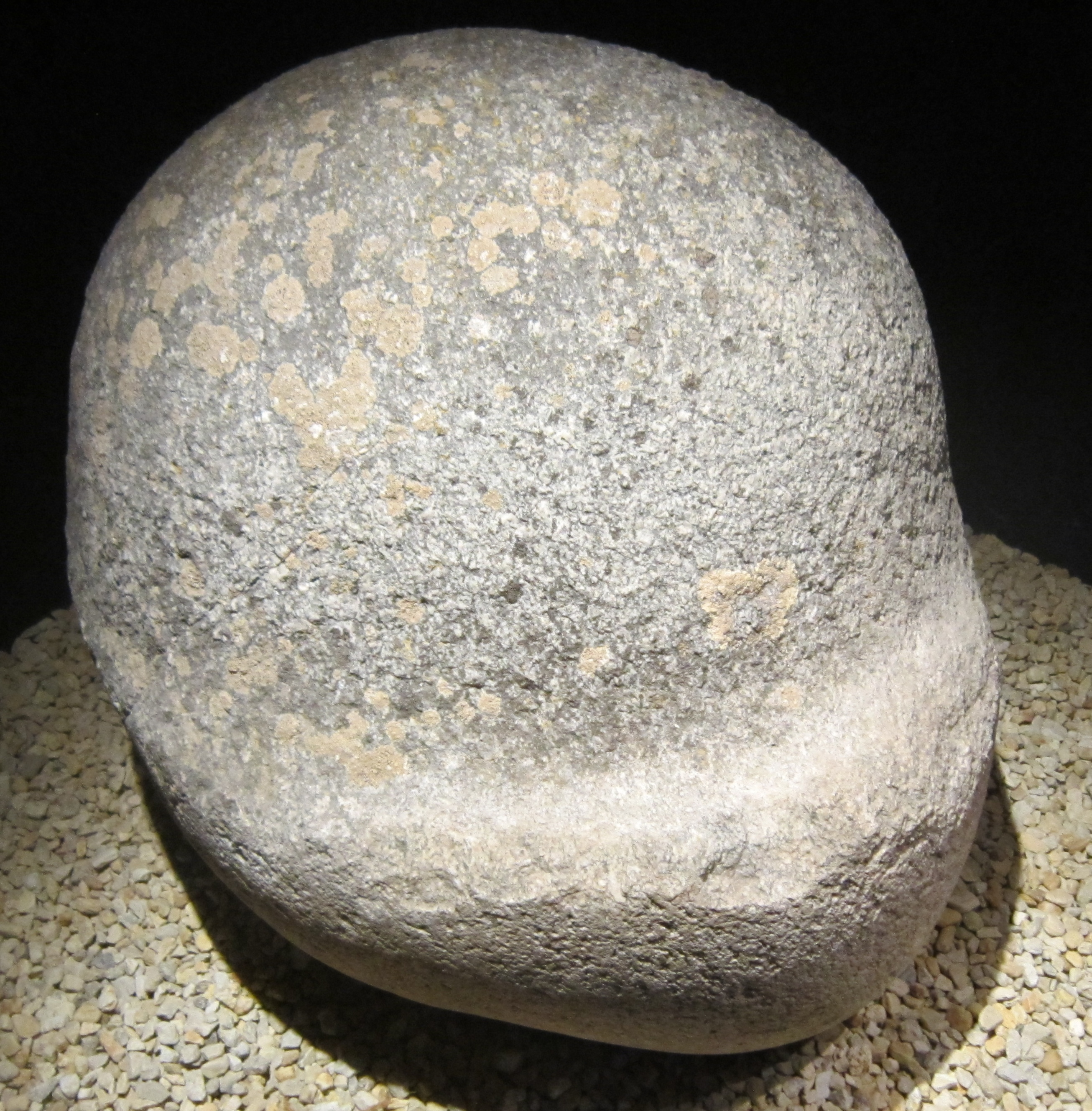
Stèle hémisphérique basse en granite trouvée à Porspoder (datée entre le IVe et le Ier siècle av. J.-C.) exposée au musée de l'abbaye de Landévennec.

### Moyen-Âge
L'abbé Alexandre Thomas écrit en 1889 qu'à la pointe de l'île Melon « on montre une roche appelée encore aujourd'hui Roc'h-ar-Marc'h-Du et où, dit-on, aurait débarqué saint Pol [venant d'Ouessant]. (...) Au temps de saint Pol, ce n'était probablement même pas une île, car elle n'était séparée de la terre ferme que par un canal qui n'a même pas trente mètres de largeur ». C'est aussi à Porspoder qu'aurait débarqué saint Budoc : 

« Encore que son palais fut superbement meublé, [Budoc] ne se servoit pourtant d'autre lit qu'une grande pierre cavée de sa longueur ; laquelle, miraculeusement rendue flottante, luy servit de batteau, sur laquelle il monta (...), qui le rengea promptement et seurement à la côte de Bretagne, en un port situé dans la paroisse de Porspoder. Les habitans du pays, voyans flotter cette masse sur l'eau, descendirent dans la grève voir ce que c'estoit ; et, ayans appris du saint les particularitez de son voyage, ils en louërent Dieu, tirèrent sa pierre hors de l'eau, luy edifièrent une chapelle et un petit hermitage, pour l'obliger à demeurer avec eux ; ce qu'il leur accorda, sçachantque telle estoit la volonté de Dieu. (l'orthographe de l'époque a été respectée) »

Selon Jean-Baptiste Ogée, « le château de Kermenou appartenait en 1330 à Yves Chevalier, seigneur de Kermenou ; la maison noble du Rotz appartenait en 1400 à Hervé de Keroulas, chevalier, seigneur du Rotz ».
Un sanctuaire dédié à Notre-Dame de Porspoder est signalé en 1381.

### Époque moderne
En 1611 Tanguy de Kermenou, seigneur du dit lieu, mais aussi de Coëtforn et Kerduat (en Plouarzel), de Kerroc'hic, de Plivern (en Cléder), de Kermavezan (en Beuzit-Conogan), du Mescouez, du Liscouet et de la Salle, d'ancienne extraction chevaleresque depuis au moins dix générations, épousa Guillemette de Kersauson (alors veuve d'Yves Pinart), fille de Guillaume III de Kersauson ; celle-ci, à nouveau veuve, mourut en 1626 et fut enterrée dans la chapelle de Kermenou.
Le 25 juillet 1644 Henriette de France, reine d'Angleterre en fuite, débarqua « en un petit hâvre nommé Mellon ». Son navire croisa toute la journée devant la grève. Les habitants s'inquiétèrent. Ils craignaient une attaque et il fallut parlementer. « Toute la coste estant en armes l'obligea de faire mettre un mouchoir au bout d'un baston ». La reine débarqua en piteux équipage. Elle logea dans une petite maison couverte de toit de chaume. Mais elle fut par la suite solennellement accueillie à Brest, puis dans d'autres villes bretonnes le long de son trajet vers la capitale.
À Porspoder, alors qu'on baptisait 51 enfants en 1691, on n'en baptise plus que 28 en 1692 et 37 en 1693 et 1694
Aux XVIe et XVIIe siècles une partie de Porspoder dépendait, au sein de la principauté de Léon, de la châtellenie de Coat-Méal.

#### Une agriculture prospère
Jean-Baptiste Ogée écrit vers 1787 qu'à Porspoder « le territoire est exactement cultivé et produit abondamment du blé et du foin ». Et le continuateur d'Ogée précise en 1843 que l'agriculture y est prospère grâce à l'abondance des engrais de mer, que la culture et l'usage de la pomme de terre ont tellement pris qu'on peut dire que ce tubercule sert à nourrir les deux tiers des habitants. « Il en résulte que Porspoder exporte plus de la moitié de ses récoltes en froment et autres céréales ».

#### Activité maritime
La commune connait également une forte activité maritime et les maîtres de barques, prospères, ont fait édifier des maisons remarquables.
En 1759, une ordonnance de Louis XV ordonne à la paroisse de Porspoder de fournir 9 hommes et de payer 59 livres, et à celle de Larret de fournir 2 hommes et de payer 13 livres pour « la dépense annuelle de la garde-côte de Bretagne ».
Jean-Baptiste Ogée décrit ainsi Porspoder en 1778 :

« Porspoder ; au bord de la mer ; à 13 lieues à l'ouest-sud-ouest de Saint-Pol-de-Léon, son évêché ; à 51 lieues de Rennes et à 7 lieues de Lesneven, sa subdélégation. Cette paroisse relève du Roi et ressortit à Brest. On y compte 1 800 communiants ; la cure est présentée par l'Évêque. Le territoire est exactement cultivé et produit abondamment du grain et du foin. »

Plusieurs marins de Porspoder participèrent à la Guerre d'indépendance américaine : Joseph Le Gall, mousse dans l'escadre du comte d'Estaing ; Budoc Prat (mort le 18 juillet 1780), "surnuméraire" dans l'escadre du comte de Ternay ; Michel Leysour et Claude Meloc, "surnuméraires" dans les escadres des comtes de Guichen et de Grasse.

### Révolution française
Au printemps 1789, les paroissiens de Pospoder rédigèrent un cahier de doléances dans lequel il est notamment écrit : « Qu'il plaise à Sa Majesté faire accorder une diminution sur la capitation desdits paroissiens, attendu que les personnes riches qui y habitoient et qui payoient une forte somme de capitation évaluée à une somme de 300 livres » ont quitté la paroisse et « ces personnes ne sont remplacées que par des pauvres hors d'état de payer leurs articles ». Un autre vœu demande « qu'il plaise à Sa Majesté de supprimer l'usage où sont huit ecclésiastiques, tant séculiers que réguliers, de lever une dîme à la douzième gerbe dans plusieurs cantons de ladite paroisse, et qui n'ont jamais rendu ni rendent aucun service, et qui ne paraissent avoir autre titre pour prélever cette dîme que l'usage. Cette charge est très onéreuse aux paroissiens dudit Porspoder »
Marie-Gabriel Liard, recteur, Claude-M. Thomas, vicaire et Jean-M. Léostic, prêtres réfractaires à Porspoder, s'exilèrent tous les trois à Bilbao en Espagne pendant la Terreur. Joseph Thépaut, né le 13 mars 1763 à Porspoder, fut prêtre constitutionnel, ordonné par Mgr Expilly le 11 août 1792 ; en 1804, il est recteur de Locmélar, mais est qualifié de « mauvais sujet, tapageur ».
Selon Jacques Cambry, vers 1795, le bourg de Porspoder était formé d'« une soixantaine de maisons » ; il ajoute : « Il n'y a qu'une lieue de Porspoder à Alberildut : cette côte est inabordable. Ce port reçoit des barques de deux ou trois cents tonneaux. Deux ou trois particuliers y font le commerce de planches, de fer, de vin, d'eau-de-vie, de résine, de fromage et de fruits secs ; on y faisait jadis la pêche au maquereau. Sur toute cette côte on pêche une espèce de congre dont on pourroit tirer un bien plus grand parti : on le sale, on le fume, on le conserve sec ».

### LeXIXesiècle

#### Porspoder dans la première moitié duXIXesiècle
Dans la nuit du 22 au 23 octobre 1820, un brick norvégien de 150 tonneaux, chargé de bois du Nord à destination de Saint-Martin-de-Ré, se perdit près de Porspoder.
A. Marteville et P. Varin, continuateurs d'Ogée, décrivent ainsi Porspoder en 1845 : 

« Porspoder (sous l'invocation de saint Budoc, évêque de Dol ; commune formée par l'ancienne paroisse de ce nom, aujourd'hui succursale. Il y a en cette commune, outre l'église, deux chapelles qui ont, comme celle-ci, un pardon peu fréquenté. La chapelle de Saint-Laurent, située au bord de la mer et non loin de l'anse de Porspoder, est dans une position pittoresque. Partout sur cette côte, l'Océan menace toujours de tempêtes, et même dans ses jours de calme s'agite sur les rochers inabordables qui l'encadrent. Porspoder cependant se livre à un petit commerce de cabotage, et reçoit des barques de 30 à 40 tonneaux. Ce territoire est couvert de monuments druidiques [en fait monuments mégalithiques] peu remarquables : on y voit près de 12 à 15 menhirs et plusieurs dolmens. L'agriculture prospère dans cette commune, grâce à l'abondance des engrais de mer qui, secs, ne se vendent pas plus de 9 francs la charretée, et verts de 75 centimes à 1 franc. La culture et l'usage des pommes de terre ont tellement pris, qu'on peut dire que ce tubercule sert à nourrir les deux tiers des habitants. Il en résulte que Porspoder exporte plus de la moitié de ses récoltes en froment et autres céréales. Les bois sont fort rares, même les pins et sapins, qui sont encore peu cultivés ; les arbres fruitiers sont beaucoup plus rares, et ne sont guère composés que de très mauvaises espèces. La seule industrie qui existe dans le pays est la pêche. Dès que la mer est belle, elle se couvre de bateaux, qui pêchent une espèce de congre assez abondant dans ces eaux, et qui, fumé, est une précieuse provision d'hiver. Géologie : constitution généralement granitique. On parle le breton. »

#### Le droit de vaine pâture
Le droit de vaine pâture s'exerçait encore couramment au milieu du XIXe siècle :

« Les terrains communaux (...) sont livrés toute l'année au pâturage au profit des habitants des communes possédant ces communs, composés la plupart de dunes  et de marais peu susceptibles d'être cultivés ; c'est ce qu'on voit à Lampaul-Plouarzel, à Ploudalmézeau, à Porspoder, à Landunvez, à Rumengol, à Plabennec, à Plouvien, etc. Chacun y envoie son bétail quand et comme bon lui semble ; c'est là encore qu'on dépose et qu'on met à sécher les plantes marines. Seulement de temps en temps, les communes vendent tout ou partie des communs, qui disparaîtront insensiblement et accroîtront la masse des terrains cultivés. (...) Les landes, marais,et généralement tous terrains déclos et non cultivés sont encore soumis à la servitude de vaine pâture. (...) La cessation de l'indivision ne suffit point pour mettre fin à la vaine pâture, il faut encore qu'il y ait clôture des terres. »

#### Porspoder dans la deuxième moitié duXIXesiècle

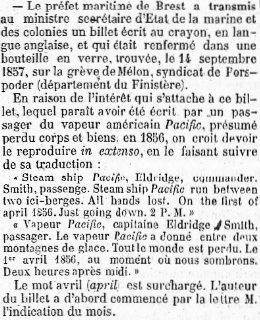
Article du journal La Presse décrivant la trouvaille à Melon (en Porspoder) le 14 septembre 1857 d'une bouteille contenant un billet en langue anglaise relatant le naufrage du paquebot américain Pacific disparu corps et biens.

Un décret impérial du 20 février 1869 rattache à Lanildut les villages de Kerdrevor et de l'Aber-Ildut qui faisaient jusque-là partie de Porspoder. Une pétition rassemblant 72 signatures réclamait ce rattachement à Lanildut, les signataires arguant « leur grand isolement du bourg de Porspoder dont ils sont éloignés de 5 kilomètres, par des voies de communication très difficiles, et surtout en hiver, tandis qu'ils trouvent par leur annexion à Lanildut, dont ils ne sont séparés que par 1 500 mètres de distance, les facilités les plus grandes pour l'accomplissement de leurs devoirs civils et religieux et l'instruction de leurs enfants ».

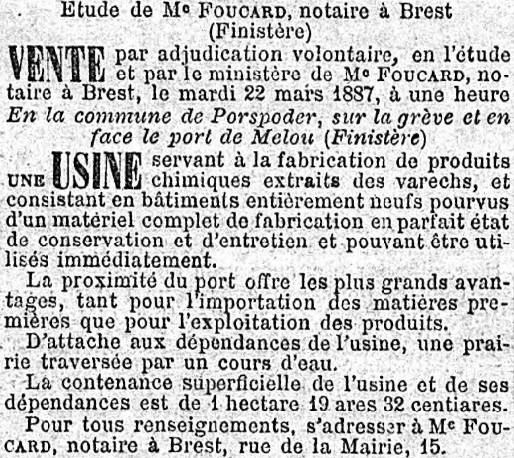
Annonce de la mise en vente d'une usine de produits chimiques "à base de varech" située à Melon (journal Le Figaro du 1 mars 1887).

En 1871, une épidémie de peste bovine ayant provoqué une mortalité très importante de bœufs dans le nord du Finistère, notamment à Landerneau où 2 500 bœufs avaient été rassemblés en janvier 1871 afin de pourvoir au ravitaillement de Paris pendant la Guerre de 1870, il devint très important d'enfouir au plus vite les cadavres de ces animaux ; 600 à 800 d'entre eux furent placés dans deux vieux navires, la Salve et le Podor, que l'on fit couler à coups de canons entre Ouessant et Porspoder ; les cadavres de certains de ces animaux vinrent s'échouer sur la côte de Porspoder (d'autres à Ouessant, Béniguet et même l'Île Vierge), où ils furent immédiatement enterrés.
Une épidémie de variole frappa Porspoder et des communes avoisinantes en 1882.
Fin XIXe la construction de 67 écoles de hameaux a été autorisée dans le Finistère par deux décrets :
- Le décret du 25 octobre 1881 qui a délégué une subvention pour 18 écoles de hameaux sur l'arrondissement de Quimperlé ; toutes ont été bâties.
- Le décret du 14 mars 1882 qui a délégué une subvention pour 50 écoles de hameaux sur les quatre autres arrondissements du département (Brest, Châteaulin, Morlaix, Quimper) à choisir dans les communes « dont le territoire est le plus étendu et les ressources les plus restreintes » ; 49 ont été bâties dont 1 à Porspoder (Melon)[58].

Le pardon de Saint-Ourzal était alors très fréquenté comme le monte cette description datant de 1886 : « De toutes les chapelles de ce bienheureux , la plus fréquentée est celle qu'il possède auprès de Porspoder. Les pèlerins y affluent de tous les coins du Léon, principalement le jour de la Trinité. C'est à qui brûlera ce jour-là (qui est celui du pardon (...) de la chapelle) le plus de cierges devant l'autel du saint, pour se le rendre favorable. Les jeunes filles n'oublient pas non plus de jeter dans sa fontaine quelques-unes des épingles qui ferment leur corsage. La coutume veut que, le dimanche de la Trinité, on se rende à ce sanctuaire avant le jour, en observant, jusqu'à ce que l'on se soit remis en route pour rentrer chez soi, le silence absolu. Il ne suffit pas de ne parler ni à voix haute, ni à voix basse, il est encore défendu de communiquer par signes. Si ces conditions sont fidèlement observées, les pèlerins qui voient le soleil faire trois sauts, au moment où il se lève, peuvent tenir pour certain qu'ils se marieront dans l'année ».
Benjamin Girard décrit ainsi Porspoder en 1889 :

« La commune de Porspoder est située sur le littoral (...) ; l'église paroissiale, sous le patronage de saint Budoc, est bâtie sur le bord de l'anse où le saint débarqua, dit-on, en Armorique ; elle renferme de nombreux ex-votos. Il y a chaque année deux pardons importants à la chapelle de Saint-Ourzal, édifiée près de la mer sur un plateau aride. Dans le voisinage de cette chapelle se trouve le petit port de Melon, formé par une crique de 300 mètres de largeur, qui s'étend de l'est à l'ouest entre l'île de Melon et le village du même nom. Il n'est fréquenté que par des navires en relâche et par des gabares qui viennent y chercher les pierres de granit que l'on extrait, en grande quantité, de l'île susdite et de toute la côte avoisinante. Le territoire de Porspoder possède plusieurs menhirs, dont l'un, situé à 200 mètres sud-est du moulin de Kerneur, a près de 9 mètres de hauteur, et un dolmen parfaitement conservé, à peu de distance de la chapelle Saint-Ourzal. L'île de Melon, malgré son peu d'étendue, renferme elle-même deux menhirs, dont un de 5 mètres de haut, et un grand dolmen, en partie renversé. »

En 1896, un document indique que les sœurs de l'Immaculée Conception de Saint-Méen assistaient et soignaient gratuitement les malades de Porspoder à domicile.
À la fin du XIXe siècle, plusieurs carrières (celles de Ports-an-Eis-Vinis, d'Enez-Choenec, de Cléguer, de l'île Melon) exploitaient le granite porphyroïde à gros grains de cristaux feldspathiques (exploité aussi à Lanildut, Brélès et Plouarzel) dans la commune de Porspoder ; le granite extrait servit notamment pour la construction des quais et formes de radoub du port militaire de Brest.

### LeXXesiècle

#### La Belle Époque
En 1902 Gustave Geffroy décrit « Porspoder, tapi dans un extraordinaire tas de goémon où les maisons, la petite église apparaissent confondus avec les pierres. De la chapelle absidiale, la vue est splendide : les côtes et l'océan à perte de vue, une fortification de récifs, un amoncellement d'îlots, une mer enflée, immense ».

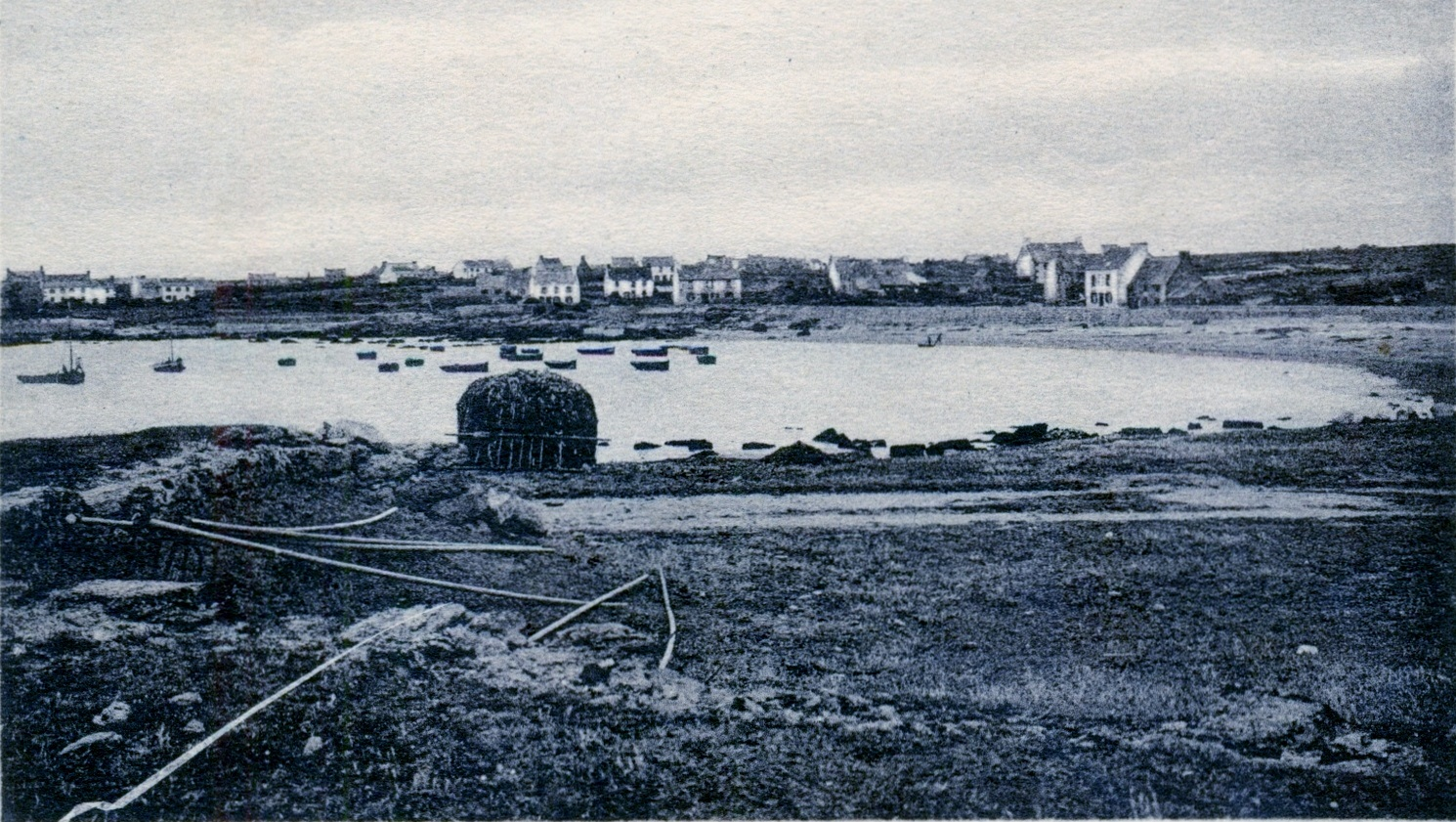
Le port de Melon vers 1910 (carte postale Claude Derrien).
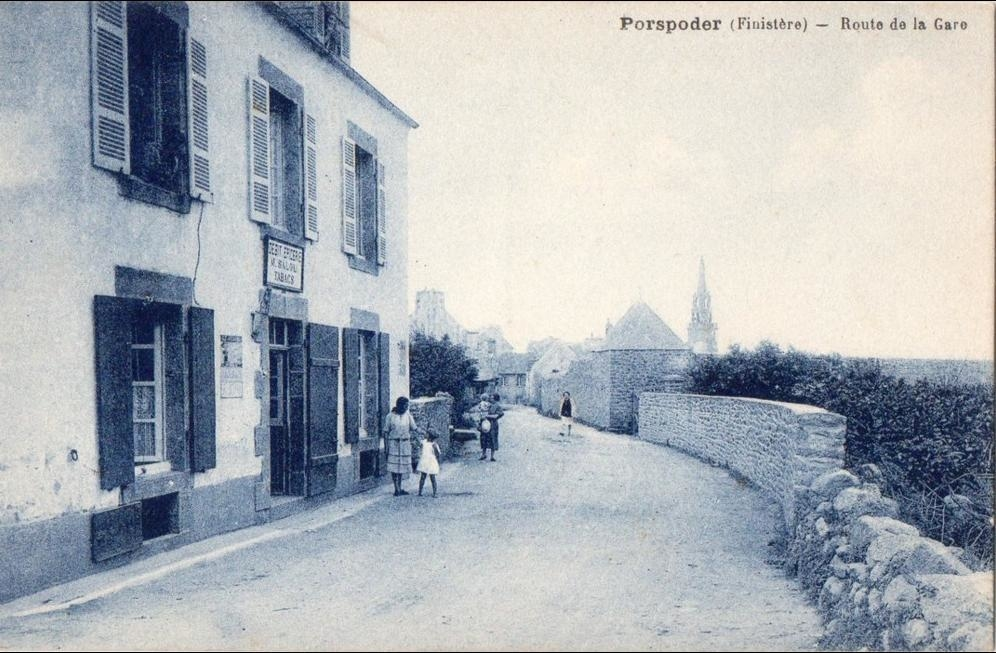
La route de la gare et le débit-épicerie N. Salou à Porspoder vers 1910 (carte postale).
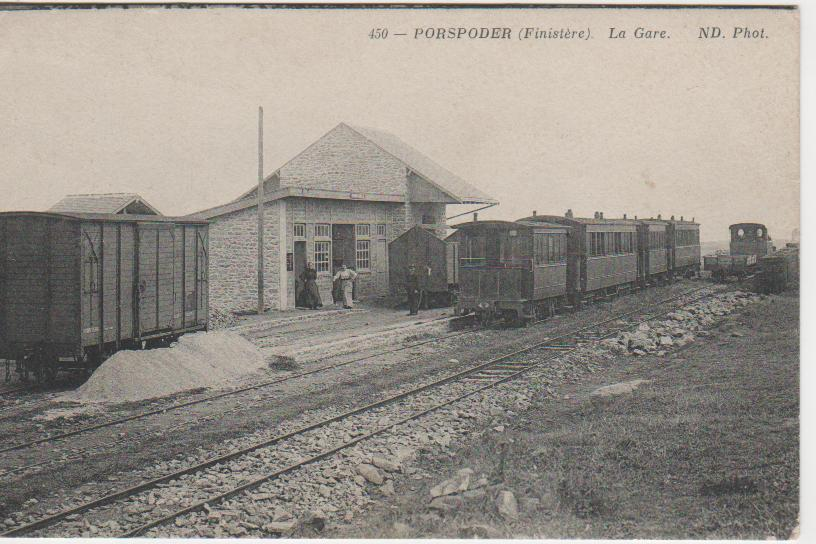
La gare de Porspoder en 1916.
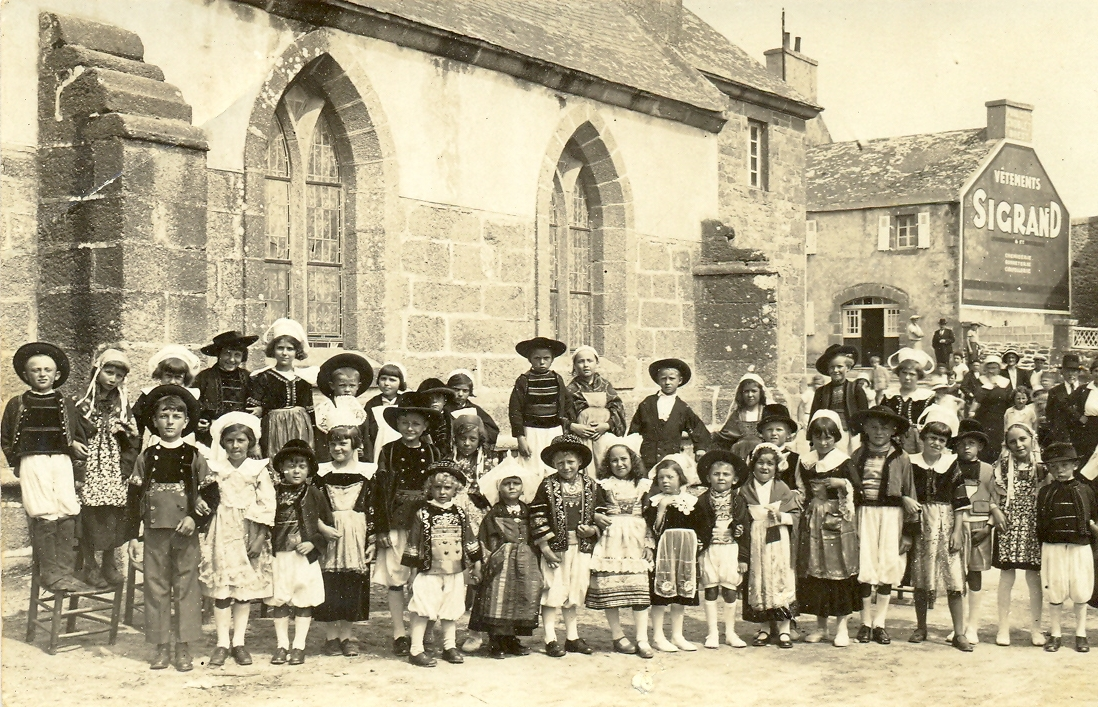
Enfants en costumes traditionnels bretons, devant l'église Saint-Budoc.
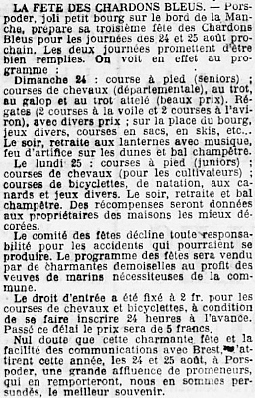
La "Fête des Chardons bleus" à Porspoder en août 1913.

Le journal Le XIXe siècle évoque en janvier 1903 « la grande misère des pêcheurs d'Argenton, de Porspoder et de Laber » et l'envoi d'une délégation à Paris pour demander des secours.
Les naufrages étaient fréquents : par exemple le 16 novembre 1882, le steamer anglais Wilton, chargé de grains, allant d'Odessa à Rotterdam, fit naufrage au large de Porspoder ; le naufrage fit 27 victimes et un seul rescapé, recueilli à Porspoder. En mars 1903 celui d'un couple et d'un de leurs enfants partis relever des casiers au large de Melon ; ce naufrage fit 8 orphelins à Melon. En 1908, le trois-mâts italien Régina fit naufrage près de Porspoder ; quatre marins du quartier maritime du Conquet furent condamnés par le tribunal maritime de Brest car ils « s'étaient emparés de différentes pièces de bois et de pétrole provenant du bateau ». Le 16 mars 1911 le bateau de pêche 2238, dénommé François, de Porspoder fit naufrage entre le phare du Four et Argenton ; les deux hommes d'équipage furent noyés.
En 1912, Léon Barthou gagna le "Grand Prix de l'Aéro-Club de France" en atterrissant à Porspoder avec son ballon sphérique après avoir parcouru 550 kilomètres en un peu plus de six heures.
En 1912, la ville de Brest créa dans une villa une colonie de vacances à Porspoder, laquelle fonctionna encore, accueillant des fillettes (dont de nombreuses pupilles de la nation), après la Première Guerre mondiale.
En mai 1913, la ligne de chemin de fer à voie étroite allant de Portsall à Porspoder, longue de 8 km, construite par les Chemins de fer armoricains est inaugurée (le projet avait été lancé en 1906) ; son exploitation est confiée à la Compagnie des Chemins de fer départementaux du Finistère. Cette ligne ferma en 1939 et fut déclassée en 1940.

#### La Première Guerre mondiale

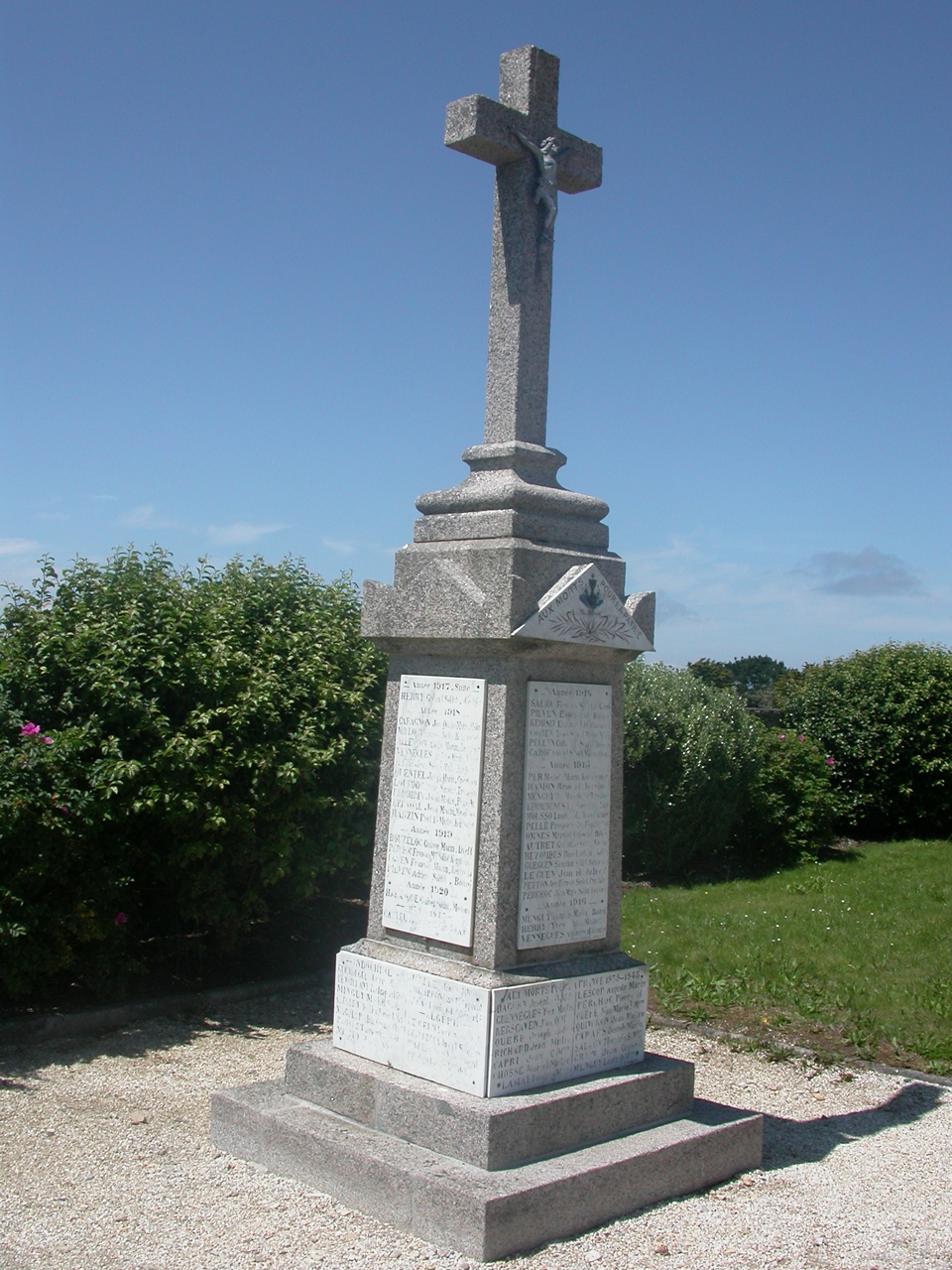
Le monument aux morts de Porspoder.

Le monument aux morts de Porspoder porte les noms de 61 soldats et marins morts pour la France pendant la Première Guerre mondiale. Parmi eux, 9 au moins sont des marins disparus en mer (parmi eux Eugène Le Borgne a été décoré de la Médaille militaire et Auguste Venneguès de la Croix de guerre), 5 au moins sont morts sur le front belge, soit en 1914 (Gabriel Caroff à Dixmude), soit en 1917 (Yves Colin, Yves Kerjean et Joseph Perrot à Nieuport ; Joseph Provost à Langemarck) ; la plupart des autres sont décédés sur le sol français, à l'exception de Pierre Louédoc, mort le 15 octobre 1918 à Cotonou (Dahomey).
Le monument aux morts de l'ancienne commune de Larret, situé à l'entrée de l'ancienne église paroissiale, porte les noms de 9 soldats et marins morts pour la France pendant la Première Guerre mondiale, dont celui de Jean Thépaut, marsouin au 56e régiment d'infanterie coloniale, mort de maladie le 22 août 1916 en Macédoine ; la plupart des autres sont décédés sur le sol français.

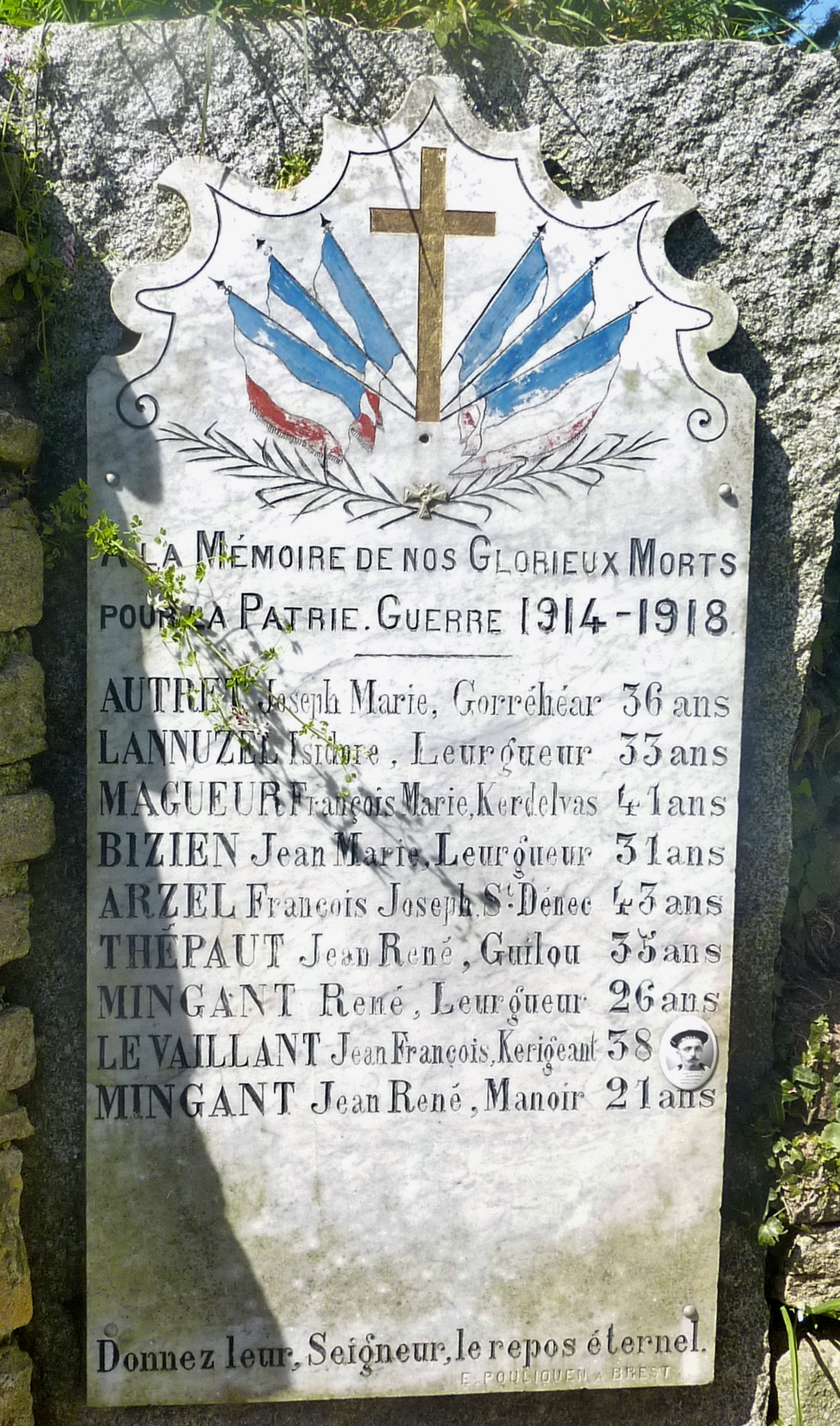
Plaque commémorative des morts pour la France de la Première Guerre mondiale dans l'enclos paroissial de Larret.

Le 22 octobre 1917 un hydravion en avarie dans l'anse de Porspoder fut secouru par l' Henri Munier, canot de sauvetage d'Argenton : les deux aviateurs à bord furent secourus et l'hydravion pris en remorque jusqu'au port d'Argenton.

#### L'Entre-deux-guerres

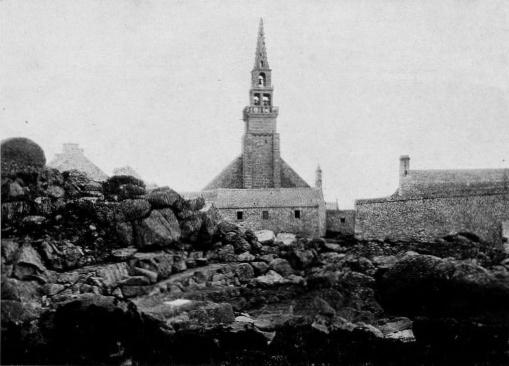
"Église gothique bâtie sur la grève, à Porspoder (Finistère)", photographie de Paul Gruyer, revue "L'Art et les artistes", mars 1924)

En avril 1923, on comptabilise pour Porspoder « 224 bateaux armés jaugeant 497 tonnes dont 149 goëmonniers, 3 filets dérivants, 73 cordiers, ligneurs ou casiers ».
Paul Gruyer décrit ainsi Porspoder en 1924 : « L'église de Porspoder fut bâtie sur la grève même, au bord d'un chaos de rochers farouches, tapissés d'énormes et gluants goémons, qu'hommes et femmes recueillent avec des râteaux  afin de les faire brûler ensuite pour en tirer l'iode et la soude. Il n'y a nulle part, en Bretagne, de décor plus sauvage, plus terrible aussi lorsque soufflent les tempêtes du large. Alors la mer bondit jusqu'à l'église, et c'est au rugissement des vagues que prient les fidèles. Jadis, je l'ai connu, le cimetière y était accolé, avec ses tombes creusées dans le sable  et son ossuaire, où les tibias étaient rangés par paquets, comme des sarments de vigne, où les crânes étaient enfermés dans de petites boites de bois blanc, percées d'un trou en forme de cœur (...). Lors des grandes marées d'équinoxe les flots venaient clapoter parmi les tombes et faire danser les petites boîtes de bois. (...) ». Mais cette description est exagérée et critiquée par Alexandre Masseron qui écrit qu' « il est exact que l'église de Porspoder est bâtie près de la grève et qu'elle était, il y a quelques années, entourée d'un cimetière comme la plupart des églises bretonnes ; les ruines de l'ossuaire subsistent encore. Mais entre la grève et le sol de l'ancien cimetière, il y a une différence de niveau de 6 à 8 mètres au moins ; les personnes du pays que j'ai interrogées n'ont jamais vu la mer battre même le pied du mur d'appui ».

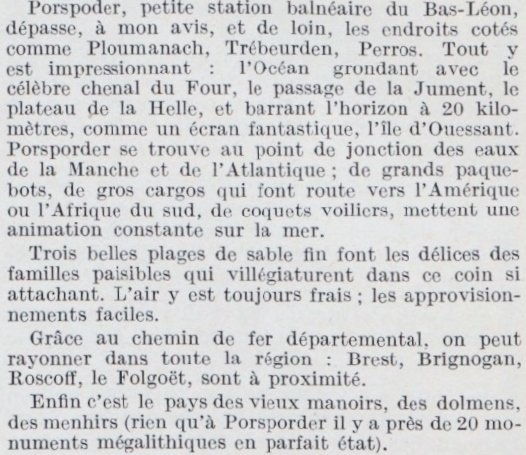
Article vantant les attraits touristiques de Porspoder ("Revue du Touring-Club de France", octobre 1925).

François Leguen, quartier-maître à bord du sous-marin Ondine, disparût dans le naufrage de ce sous-marin coulé en surface par un vapeur grec au large de Vigo (Espagne) le 3 octobre 1928.

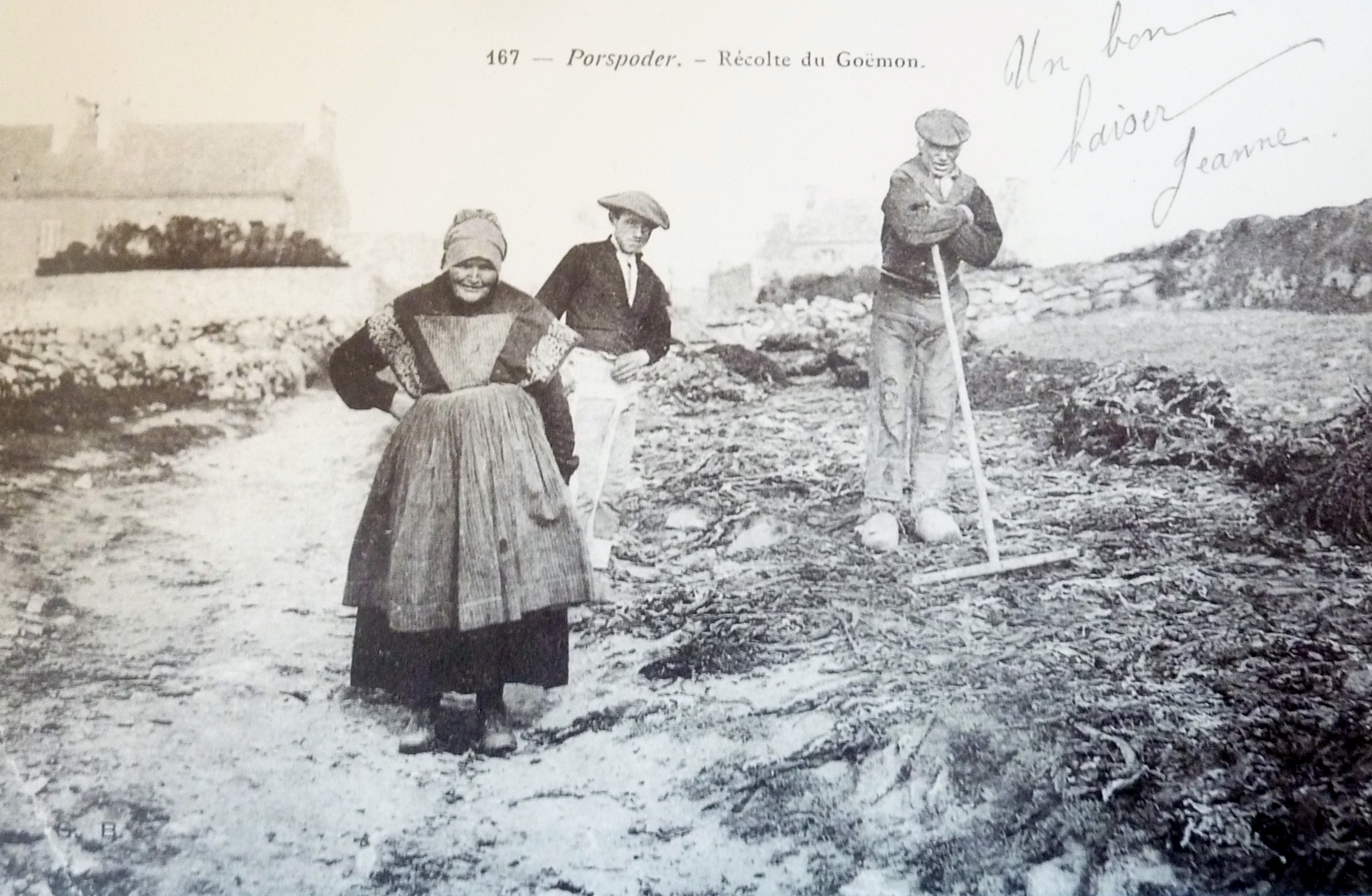
La récolte du goémon à Porspoder au début du XXe siècle (carte postale).
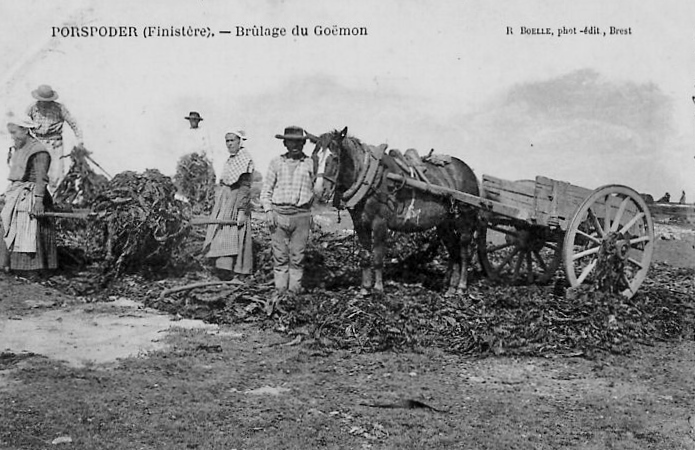
Le brûlage du goémon à Porspoder en 1902 (carte postale René Boëlle).
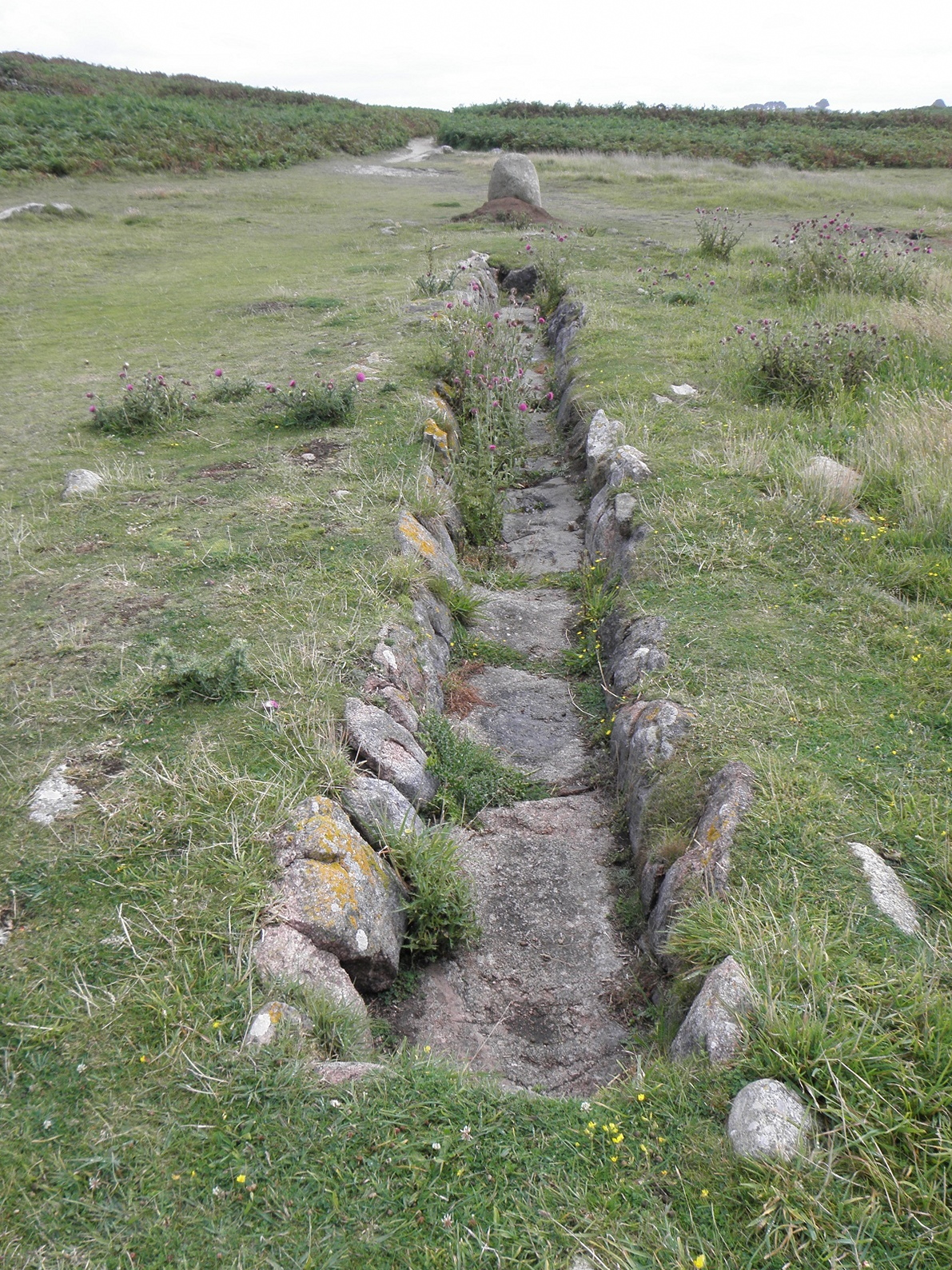
Four à goémon dans la presqu'île Saint-Laurent.

Le 25 décembre 1929 « quatre bateaux goemonniers Sainte-Jeanne-d'Arc, Saint-Joseph, Breiz-Izel et Reine-du-Port, revenant de l'Île Quéménès avec un chargement de goémon, drossés par les vents et les courants, ont été jetés sur les récifs de la Pointe-Beguer-Herch, à l'entrée du port de Porspoder. Le Saint-Joseph est perdu ; les autres bateaux pourront être réparés ».
Georges Bernard décrit ainsi la récolte du goémon à Porspoder en 1934 :

« Deux catégories d'exploitants : les "inscrits maritimes" qui, seuls, peuvent pratiquer la pêche ou l'arrachage sur les fonds recouverts à marée basse. Ils utilisent avec leurs barques des crochets longs de 5 à 10 mètres ; et les marins-goémoniers d'Argenton - Porspoder vont chercher jusqu'aux abords des îles de Sein et d'Ouessant les goémons qui assurent leur modeste fortune. Ils pêchent les laminaires (...) entre avril et octobre, et entre l'extinction et l'allumage du Phare du Four, qu'ils nomment poétiquement la chandelle. Porspoder et son petit port Traouvillik sont peuplés de petites maisons de marins, construites à même le rocher et faites du même granit. À côté d'eux, les paysans des environs viennent à tous les moments de l'année ramasser les goémons épaves qu'on voit les jours de grande tempête voler par-dessus les rochers ; ils en font de l'engrais. Ils peuvent aussi couper en mai et juin le goémon vert que la basse mer découvre (...). »

En 1937, 95 bateaux étaient immatriculés à Porspoder par l'inscription maritime, « mais on en compte guère que la moitié faisant la pêche ».
Un camp de réfugiés espagnols exista à Porspoder entre 1936 et 1939.

#### La Seconde Guerre mondiale

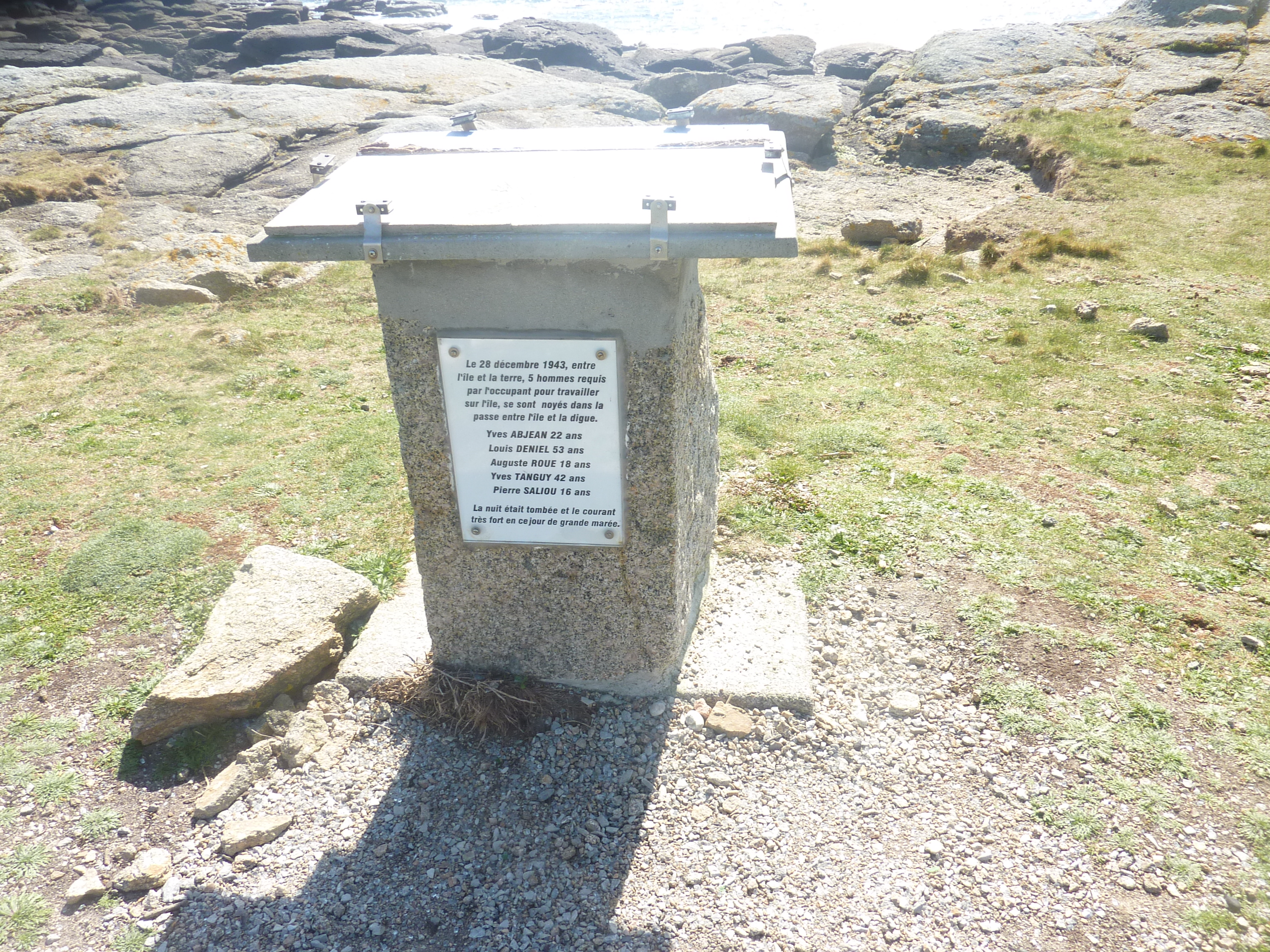
Plaque commémorative située au port de Melon en souvenir du drame survenu le 28 décembre 1943.

Des plaques commémoratives appliquées sur le mur du cimetière de Porspoder portent les noms de 16 personnes mortes pour la France pendant la Seconde Guerre mondiale ; parmi elles plusieurs marins : Pierre Dagorn, mort le 6 janvier 1940 lors du naufrage du patrouilleur Barsac près de Vigo (Espagne) ; Jean Capri, quartier-maître mécanicien mort le 3 juillet 1940 lors du naufrage du cuirassé Bretagne victime de l'Attaque de Mers el-Kébir et Pierre Perchoc, matelot canonnier à bord du Dunkerque, décédé le même jour dans les mêmes circonstances.
Le 28 décembre 1943, cinq hommes requis par l'occupant allemand pour aller travailler sur l'Île Melon se noyèrent dans la passe entre l'île et la digue (la nuit était tombée et le courant très fort ce jour-là en raison d'une marée à fort coëfficient).
Le 13 juillet 1944, une camionnette transportant du tabac entre Porspoder et Saint-Renan fut raflée par la résistance pour ravitailler le maquis de Ploudalmézeau.
Le 18 janvier 1944 à Argenton, M. Le Gall fut tué d'une balle dans la tête par un militaire russe [ Armée Vlassov ] alors qu'il circulait en voiture.
Le maquis FFI de Penfrat, en Porspoder, encercla et attaqua début août 1944 le radar de la pointe de Garchine, puis libéra toute la zone de Porspoder - Argenton - Landunvez.
La ville compta plusieurs résistants actifs, comme François Jules Paul, chef de groupe de la 3ème Compagnie F.F.I. (Porspoder-Penfrat), qui fit partie du bataillon de Ploudalmézeau et était le fils de François Paul (maire de 1944 à 1945), mais aussi les familles Gillet, Foll, Simottel.
André Jouet, résistant membre des Francs-Tireurs et Partisans, qui passe sa retraite à Porspoder, a été fait chevalier de la Légion d'honneur en 2018.

#### L'après Seconde Guerre mondiale
Sept soldats (Mathieu Guéguen, Pierre Gueneuguès, Paul Le Vaillant, Alain Magueur, Jean Menguy, Michel Menguy et Joseph Provost) originaires de Porspoder ont été tués pendant la Guerre d'Indochine et quatre (Yvon Hurdebourcq, Joseph Kerleroux, Lucien Le Deun et Joseph Provost [un homonyme du précédent cité]) pendant la Guerre d'Algérie.
En 1967, Hervé et Anne-Louise Blaize transforment l'ancien "Hôtel des Dunes" en discothèque "Le Zodiac". De nombreux artistes comme Nicoletta, Joe Dassin, Sylvie Vartan, Sacha Distel, etc. et de nombreux groupes de rock s'y sont produits.

### LeXXIesiècle
En 2021 un projet d'implantation par le groupe "ERG Développement France" de 3 éoliennes d'une hauteur de 125 à 138 mètres divise la population et les élus locaux.

## Politique et administration

### L'ancienne paroisse, puis commune, de Larret
Brévalaire Audren, curé de Larret, indique en 1775, en réponse à une enquête sur la mendicité effectuée par Mgr de La Marche, évêque de Léon, que a paroisse compte alors 21 mendiants et 4 habitants aisés.
Jean-Baptiste Ogée décrit ainsi la paroisse de Larret en 1778 :

« Lazret ; à 7 lieues à l'ouest de Saint-Pol-de-Léon, son évêché ; à 45 lieues trois-quarts de Rennes et à 2 lieues trois-quarts de Lesneven, sa subdélégation. Cette paroisse ressortit au siège royal de Brest et compte 200 communiants. La cure est présentée par l'Évêque. Le territoire forme une presqu'île dont les terres sont très fertiles en grains et très exactement cultivées. On y connait la maison noble de Kerguiabo. »

René Jaffrédou, successeur de Brévalaire Audren comme recteur de Larret, refusa de prêter le serment de fidélité à la Constitution civile du clergé. À partir du Concordat, il fut remplacé par Augustin Le Hir, jusqu'en 1807, lequel ne fut pas remplacé ensuite jusqu'à la suppression de la paroisse en 1810.

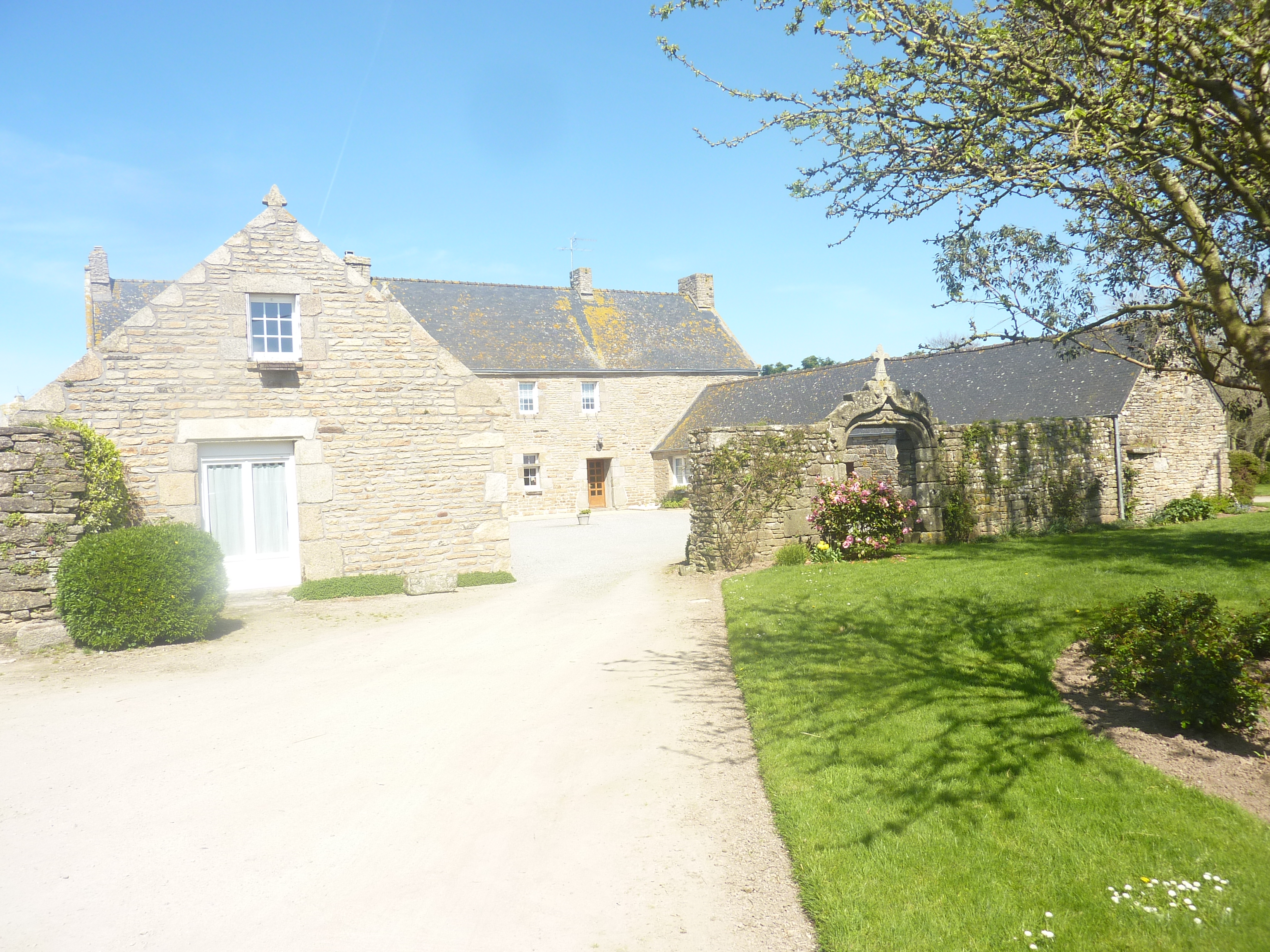
Maison ancienne et porte ogivale à Larret.

En 1845, A. Marteville et P. Varin, continuateurs d'Ogée, décrivent ainsi Larret :

« Larret, commune formée de l'ancienne paroisse nommée par Ogée Lazret. Les bois de toute espèce manquent dans cette commune. La lande et le genêt y sont les seuls moyens de chauffage. Quant au bois de charpente, il faut aller le chercher à plus de cinq lieues. Géologie : constitution granitique. On parle le breton. »

Benjamin Girard décrit ainsi Larret en 1889 :

« Cette petite commune est réunie à celle de Porspoder pour le service du culte et celui de l'enseignement ; elle n'a point de chef-lieu et ne possède qu'une petite chapelle, où il se tient un pardon, le troisième dimanche de juillet. Un lech, à base rectangulaire, de 1,60 mètre de hauteur; se voit dans le cimetière de cette chapelle. »

Selon Louis Le Guennec, vers 1920, Larret « est la moins peuplée et l'une des plus petites, après Locquénolé, des communes du Finistère. Mais son bourg en est assurément l'un des moins banaux et un artiste en fera toujours la découverte avec joie. Il se compose en effet, en tout et pour tout d'une vétuste chapelle quasi abandonnée, d'un vieux manoir noble à colombier [Kerazan], d'un autre logis archaïque fortifié d'un semblant d'échauguette, d'une maison ruinée et enfin un débit-épicerie-forge, seul logis moderne et vivant au milieu de cette Pompeï léonarde ».
La commune de Larret avait 166 habitants en 1793 et 197 en 1806 (année du maximum de population depuis que les recensements existent) ; sa population s'abaisse à 131 habitants en 1831, remonte jusqu'à 190 habitants en 1861, puis s'abaisse régulièrement pour n'atteindre que 104 habitants en 1926 ; après une timide remontée jusqu'à 127 habitants en 1936, la population diminue à nouveau pour n'être plus que de 84 habitants, lors du dernier recensement précédant la fusion avec Porspoder.
Dès leur élection en 1965, Yves Le Vaillant, dernier maire de Larret, et ses 8 conseillers municipaux, souhaitaient dans une délibération, renouvelée en 1970, le rattachement de Larret à la commune voisine de Porspoder. La fusion avec Porspoder survint au 1er janvier 1971 (arrêté préfectoral en date du 30 décembre 1970).

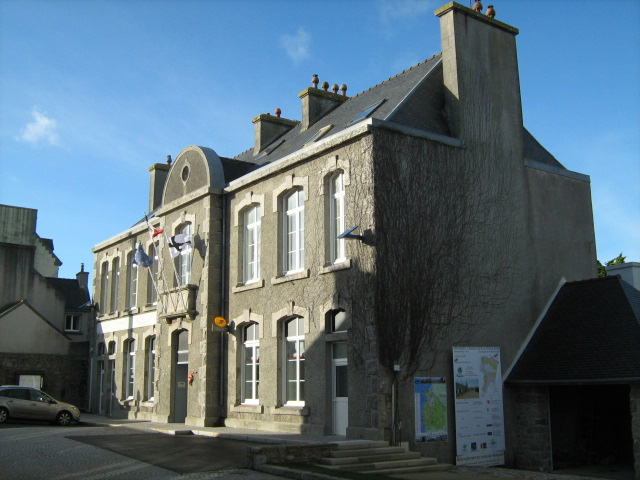
Mairie de Porspoder

| Période                                  | Période | Identité         | Étiquette | Qualité                                                          |
| ---------------------------------------- | ------- | ---------------- | --------- | ---------------------------------------------------------------- |
| 1790                                     | 1803    | Léonard Thépaut  |           |                                                                  |
| 1803                                     |         | Yves Poullaouec  |           |                                                                  |
| 1808                                     | 1836    | Léonard Thépaut  |           | Déjà maire entre 1790 et 1803.                                   |
| 1838                                     | 1851    | Pierre Colin     |           | Maître de barque                                                 |
| 1853                                     | 1855    | François Salaun  |           |                                                                  |
| 1856                                     | 1878    | Goulven Maingant |           | Cultivateur.                                                     |
| 1878                                     | 1888    | Jean Calvez      |           | Cultivateur.                                                     |
| 1888                                     | 1892    | Yves Maingant    |           | Cultivateur. Fils de Goulven Maingant, maire entre 1856 et 1878. |
| 1892                                     | 1900    | Auguste Léaustic |           |                                                                  |
| 1900                                     | 1919    | Yves Le Gall     |           |                                                                  |
| 1919                                     | 1935    | Jean Mingant     |           | Cultivateur. Fils d'Yves Maingant, maire entre 1888 et 1892.     |
| 1935                                     | 1952    | Alexis Vaillant  |           |                                                                  |
|                                          |         |                  |           |                                                                  |
| 1969                                     | 1970    | Yves Le Vaillant |           |                                                                  |
| Les données manquantes sont à compléter. |         |                  |           |                                                                  |

### Liste des maires
| 1790                                     | 1790 | M. Brinterch                  | |
| 1803                                     | 1804 | Budoc Mathieu Corric          | Maître de barque.                                                                                    |
| 1808                                     | 1815 | François Provostic            | Notaire.                                                                                             |
| 1815                                     | 1816 | Jean Colin                    | Capitaine de commerce.                                                                               |
| 1817                                     | 1821 | Michel Le Gall                | |
| 1821                                     | 1822 | Jean-Marie Provostic          | Notaire. Marchand de draps. Expert arpenteur. Frère de François Provostic, maire entre 1808 et 1815. |
| 1822                                     | 1825 | Jean-Jacques Hyppolite Guerin | Chirurgien.                                                                                          |
| 1825                                     | 1828 | Pierre Pons Rabon             | |
| 1831                                     | 1832 | Jean Salaün                   | Cultivateur.                                                                                         |
| 1833                                     | 1836 | Guillaume Kerhuel             | Marchand.                                                                                            |
| 1844                                     | 1872 | Yves-Marie Le Gall            | Notaire.                                                                                             |
| 1872                                     | 1878 | Jacques-Marie Quentel         | Notaire.                                                                                             |
| 1879                                     | 1886 | Jean-François Colin           | Maître de barque. Petit-fils de Jean Colin, maire entre 1815 et 1816.                                |
| 1887                                     | 1888 | Amédée Le Meur                | Capitaine au long cours.                                                                             |
| 1888                                     | 1894 | Jean-François Jacob           | Cultivateur.                                                                                         |
| 1895                                     | 1901 | Yves Le Vaillant              | Maître au cabotage.                                                                                  |
| 1901                                     | 1903 | Jean Le Vaillant              | Capitaine au long cours. Fils d'Yves Le Vaillant, maire précédent.                                   |
| 1903                                     | 1922 | Emmanuel Colin                | Fils de Jean-François Colin, maire entre 1879 et 1886.                                               |
| 1922                                     | 1937 | Jacques Marie Quentel         | Notaire. Fils de Jacques-Marie Quentel, maire entre 1872 et 1878.                                    |
| 1937                                     | 1943 | Joseph Le Borgne              | Marin.                                                                                               |
| 1943                                     | 1943 | Joseph Cadiou                 | Notaire.                                                                                             |
| 1944                                     | 1945 | François Paul                 | Cultivateur-Éleveur (Créac'h Gwen) Président de la Délégation spéciale (cf "Note").                  |
| 1945                                     | 1977 | Yves Pelle                    | |
| 1977                                     | 1995 | Charles Pavot                 | |
| 1995                                     | 2001 | Marie-Aimée Gouzien           | |
| 2001                                     | 2008 | Louis Graziana                | Liste Gérer Porspoder autrement                                                                      |
| 2008                                     | 2014 | Yannick Marzin (DVD)          | Ancien conseiller général Liste Porspoder en avant (sans étiquette)                                  |
| 2014                                     | 2018 | Jean-Daniel Simon (DVD)       | Liste Rassemblons Porspoder (sans étiquette) Chef d'entreprise, démissionnaire le 24 septembre 2018  |
| 2018                                     |      | Yves Robin (DVD)              | maire actuel                                                                                         |
| Les données manquantes sont à compléter. |      |                               | |

### Jumelage
La commune de Porspoder est jumelée à Cawsand-Kingsand, au Royaume-Uni.

## Démographie
L'évolution du nombre d'habitants est connue à travers les recensements de la population effectués dans la commune depuis 1793. Pour les communes de moins de 10 000 habitants, une enquête de recensement portant sur toute la population est réalisée tous les cinq ans, les populations de référence des années intermédiaires étant quant à elles estimées par interpolation ou extrapolation. Pour la commune, le premier recensement exhaustif entrant dans le cadre du nouveau dispositif a été réalisé en 2005.
En 2022, la commune comptait 1 761 habitants, en évolution de −3,08 % par rapport à 2016 (Finistère : +2,16 %, France hors Mayotte : +2,11 %).
| 1793  | 1800  | 1806  | 1821  | 1831  | 1836  | 1841  | 1846  | 1851  |
| ----- | ----- | ----- | ----- | ----- | ----- | ----- | ----- | ----- |
| 2 166 | 2 175 | 2 273 | 2 106 | 1 888 | 1 984 | 1 995 | 1 984 | 1 981 |

| 1856  | 1861  | 1866  | 1872  | 1876  | 1881  | 1886  | 1891  | 1896  |
| ----- | ----- | ----- | ----- | ----- | ----- | ----- | ----- | ----- |
| 1 998 | 1 998 | 1 960 | 1 594 | 1 666 | 1 706 | 1 830 | 1 862 | 1 775 |

| 1901  | 1906  | 1911  | 1921  | 1926  | 1931  | 1936  | 1946  | 1954  |
| ----- | ----- | ----- | ----- | ----- | ----- | ----- | ----- | ----- |
| 1 905 | 1 821 | 1 700 | 1 629 | 1 626 | 1 596 | 1 496 | 1 779 | 1 759 |

| 1962  | 1968  | 1975  | 1982  | 1990  | 1999  | 2005  | 2006  | 2010  |
| ----- | ----- | ----- | ----- | ----- | ----- | ----- | ----- | ----- |
| 1 503 | 1 377 | 1 324 | 1 309 | 1 373 | 1 567 | 1 609 | 1 609 | 1 738 |

| 2015  | 2020  | 2022  | - | - | - | - | - | - |
| ----- | ----- | ----- | - | - | - | - | - | - |
| 1 819 | 1 764 | 1 761 | - | - | - | - | - | - |

## Patrimoine maritime

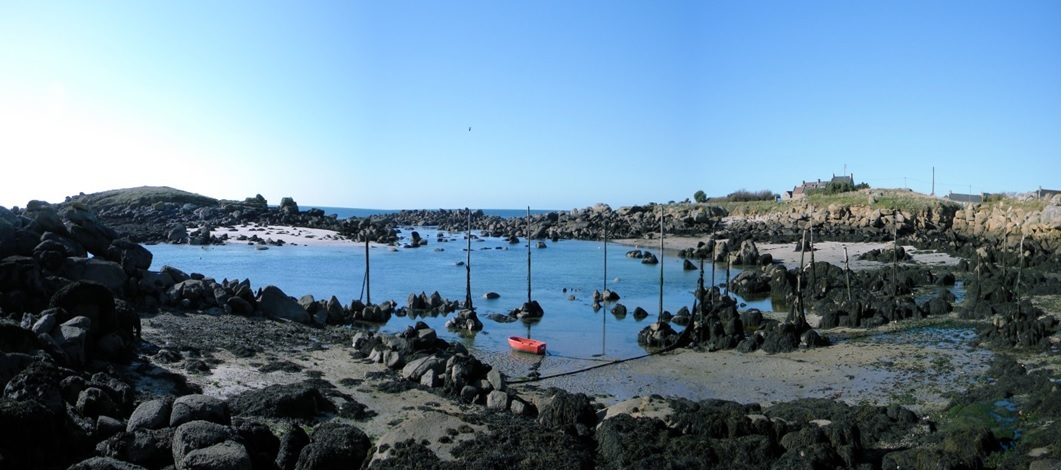
Port traditionnel de Mazou

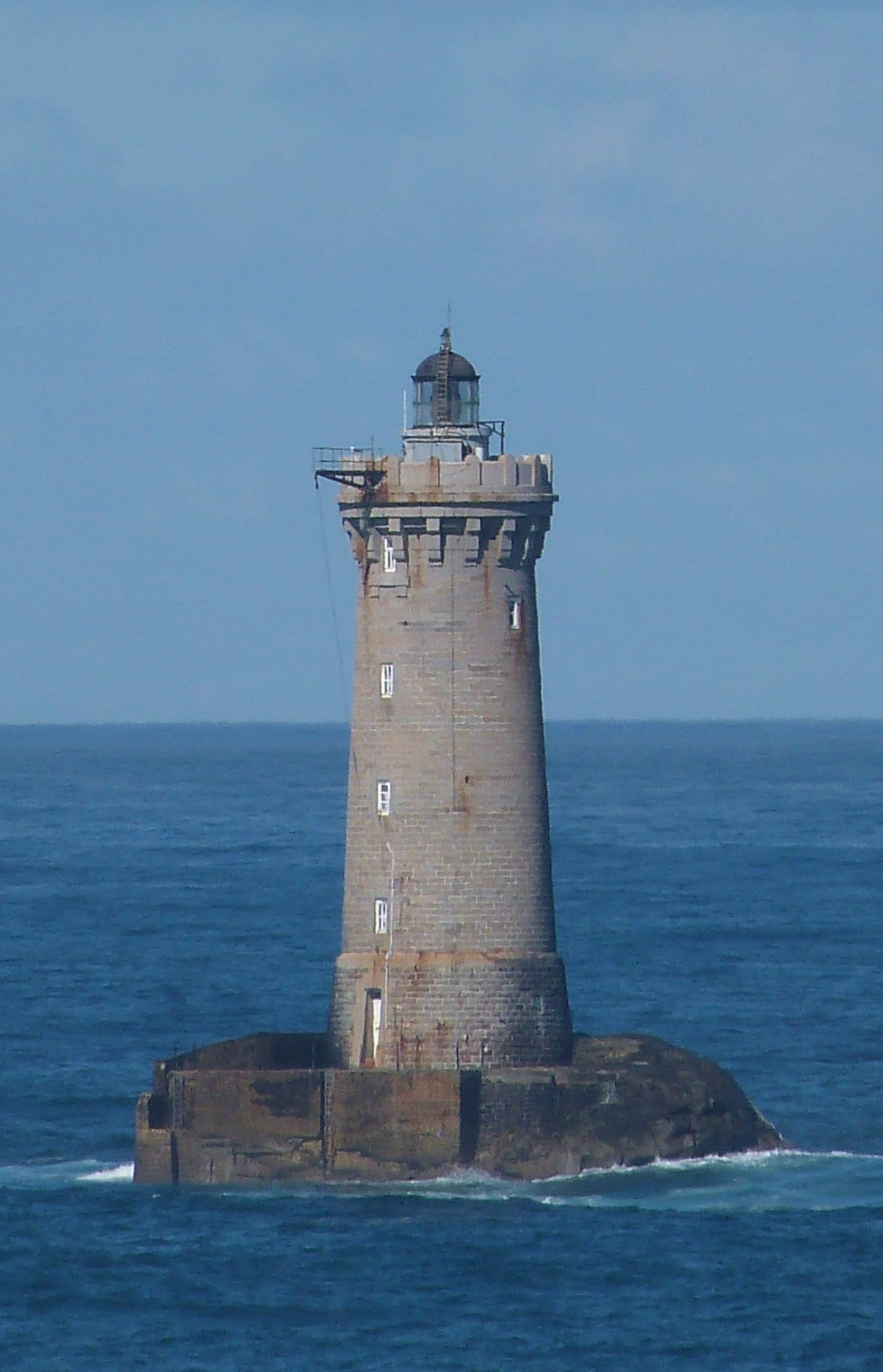
Phare du Four

- Presqu'ile Saint-Laurent rattachée à la terre ferme que par un mince isthme aux côtés duquel se situent les plages de La Grève Blanche ou plage des dames et La Grève des Bateaux, ou plage des curés. À la pointe de la presqu'île, il est possible d'admirer au loin le phare du Four. Au centre se situe un four à Goémon.
- Île de Melon est une petite île inhabitée, qui renferme des vestiges mégalithiques tels que de nombreux menhirs et un dolmen. Elle servit longtemps comme carrière d'extraction de granit.
- Petit port traditionnel « Porz Mazou » dont la particularité est d'avoir conservé, au fil des ans, le mode ancestral de mouillage sur pieux de bois dont l'histoire remonte au Moyen Âge.
- Autres petits ports : Melon, Mesdoun et Porsmeur
- Près de 8 kilomètres de littoral et des plages - du Nord au Sud : Plages des Colons, plages des Dames, plage des curés, Plage du Bourg, Plage de Mazou, Plage de Melon, Plage du Porsmeur.
- Pointe de Gard'Sign et sa table d'orientation (1991) : point de vue à 180 degrés, 14 phares, feux et balises y sont visibles à l'horizon.
- Le GR 34 dit « sentier des douaniers », l'emblématique sentier de grande randonnée du tour de Bretagne.

## Patrimoine historique
- L'église Saint-Budoc (XVIIe siècle), dédiée à saint Budoc, est l'unique église de la commune depuis la fusion de la paroisse avec celle de Larret en 1810[106]. Elle domine la grève et date de 1645, mais a été rehaussée en 1857. Son clocher-mur est une tour massive à demi incluse dans la façade et est troué à sa base d'une porte en plein cintre portant les armes de la famille du Chastel. Le porche latéral, dont l'entrée est surmontée d'une arcade ogivale, abrite dans une niche une statue de saint Pierre[107].

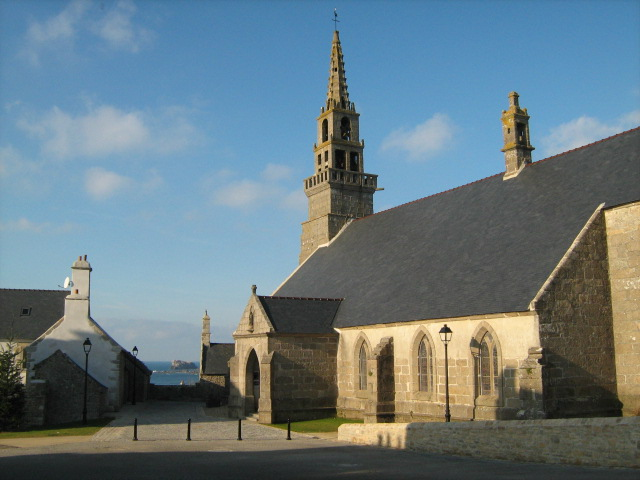
L'église paroissiale Saint-Budoc.

- La chapelle Saint-Anne, située au pied du clocher de l'église, du côté occidental.
- L'église Saint-Léonor de Larret (XVIe siècle- 1729), sous le patronage de saint Léonor (lequel pourrait être saint Lunaire)[93], date du XVIe siècle, mais a été profondément remaniée en 1729 ; de plan rectangulaire, c'est l'ancienne église paroissiale d'avant la fusion de la paroisse avec celle de Porspoder en 1810 ; son site correspond à un lieu de culte très ancien qui aurait été christianisé au Moyen-Âge, comme en témoigne la stèle de l'Âge du fer, surmontée d'une coix pattée et nimbée visible dans son enclos paroissial ; elle possède un système ancien de vases acoustiques inclus dans les murs, leur col ouvert permettant d'amplifier la voix du prédicateur ; son clocher-mur est percé à sa base d'une porte gothique surmontée des armes de la famille Autret de Kerguiabo[108].

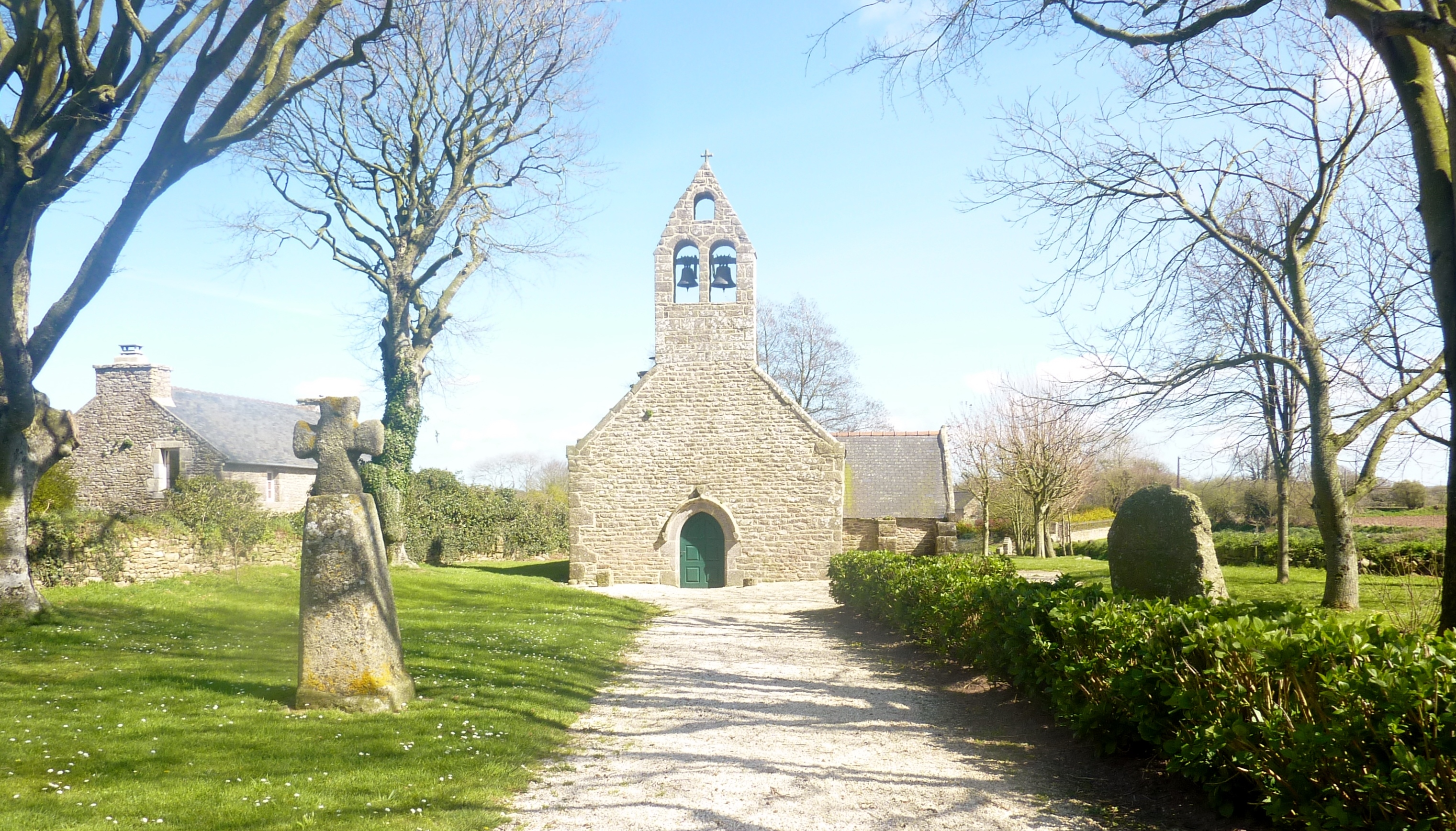
L'enclos paroissial de l'église Saint-Léonor de Larret, vue d'ensemble.
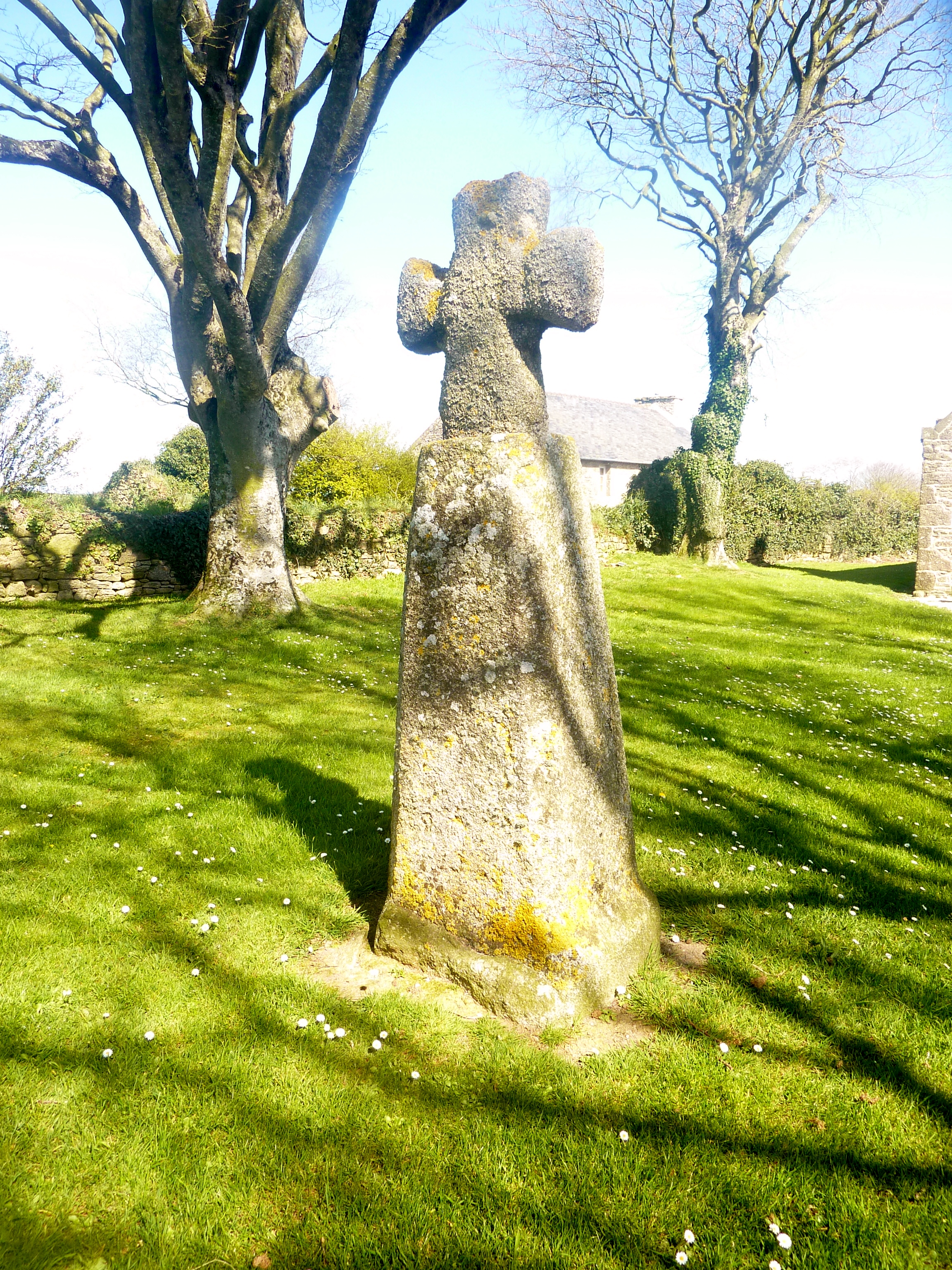
Stèle de l'Âge du fer christianisée située dans l'enclos paroissial de l'église Saint-Léonor.
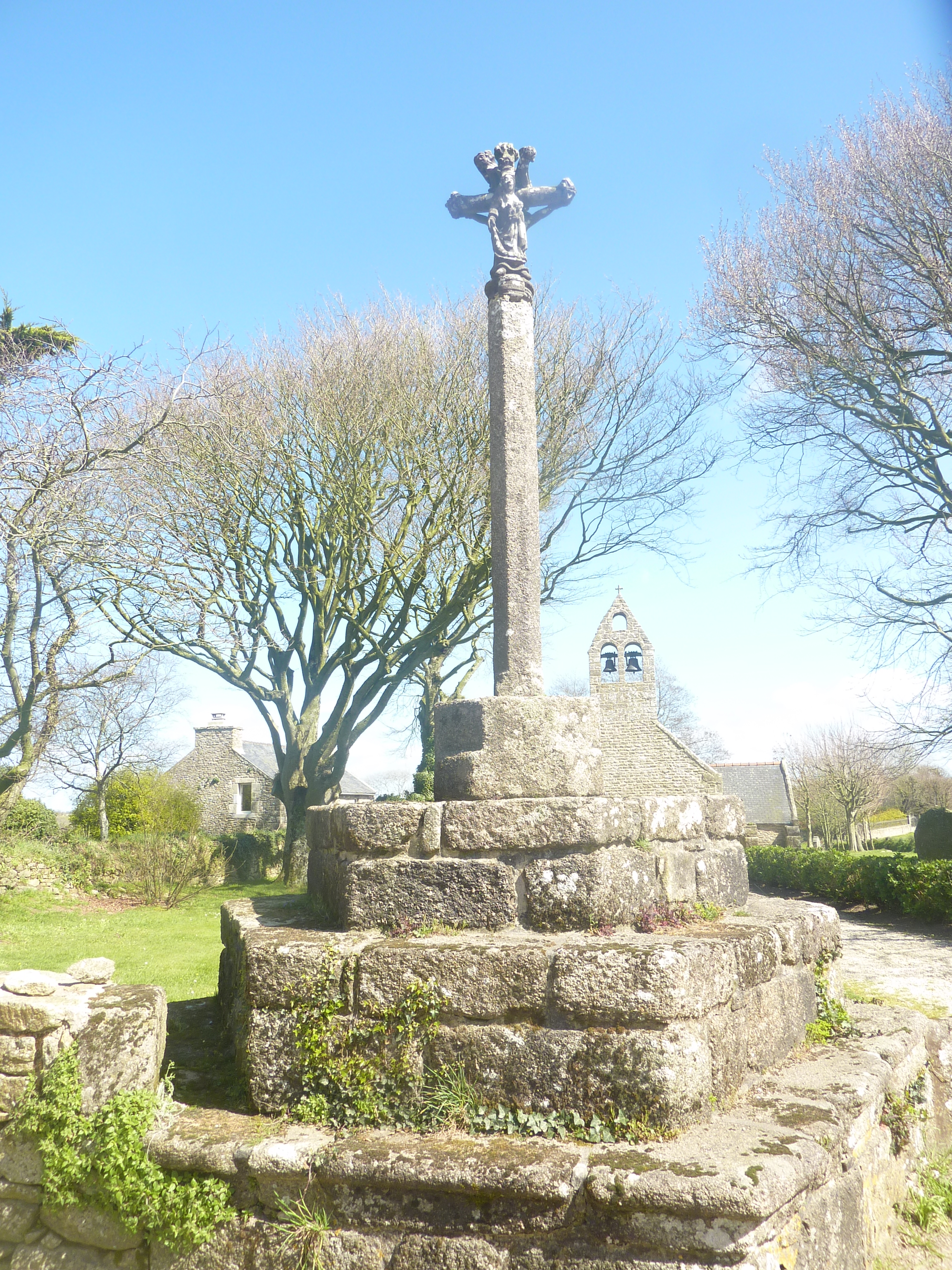
Calvaire situé dans l'enclos paroissial de l'église Saint-Léonor de Larret.

- La chapelle Saint-Ourzal (XVIe siècle- 1715). Cette chapelle, construite en 1639 par René de Kermenou, est dédiée à saint Ourzal, un saint inconnu par ailleurs, qui est peut-être saint Tourzal ou Gourzal, qui pourrait être à l'origine un saint gallois connu sous le nom de saint Wrthwl, mais cela reste très incertain[109] ; selon une autre hypothèse plus vraisemblable, saint Ourzal serait tout simplement saint Arzel (saint Armel), patron de la paroisse voisine de Plouarzel. C'est un lieu de culte très ancien comme en témoignent la stèle d'âge du fer christianisée visible près de la fontaine (improprement classée comme menhir au titre des monuments historiques[110]) et les débris d'urnes funéraires exhumés lors des travaux de restauration menés à partir de 1979 (dès 1910, la chapelle n'avait plus de toit et était envahie par la végétation)[111]. Sa fontaine faisait l'objet de rites de dévotion comme en témoigne cet extrait d'un article de journal datant de 1928 : « Dans les ruines de l'ex-chapelle Saint-Ourzal est une fontaine perdu dans les herbes, les cailloux et les roseaux. J'y ai vu venir une paysanne et son petit dont elle venait laver les pieds nus dans l'eau miraculeuse afin qu'il marchât plus tôt.Trois vendredis de suite, il faut venir ainsi procéder à cette immersion et le miracle s'accomplit »[112]. Saint Ourzal avait aussi la réputation de marier dans l'année les jeunes gens des deux sexes qui l'imploraient avec une fervente dévotion[113]. Selon une autre tradition, les femmes de marins recueillaient la poussière de la chapelle et la lançaient au vent pour que la mer leur rende leurs hommes[114].

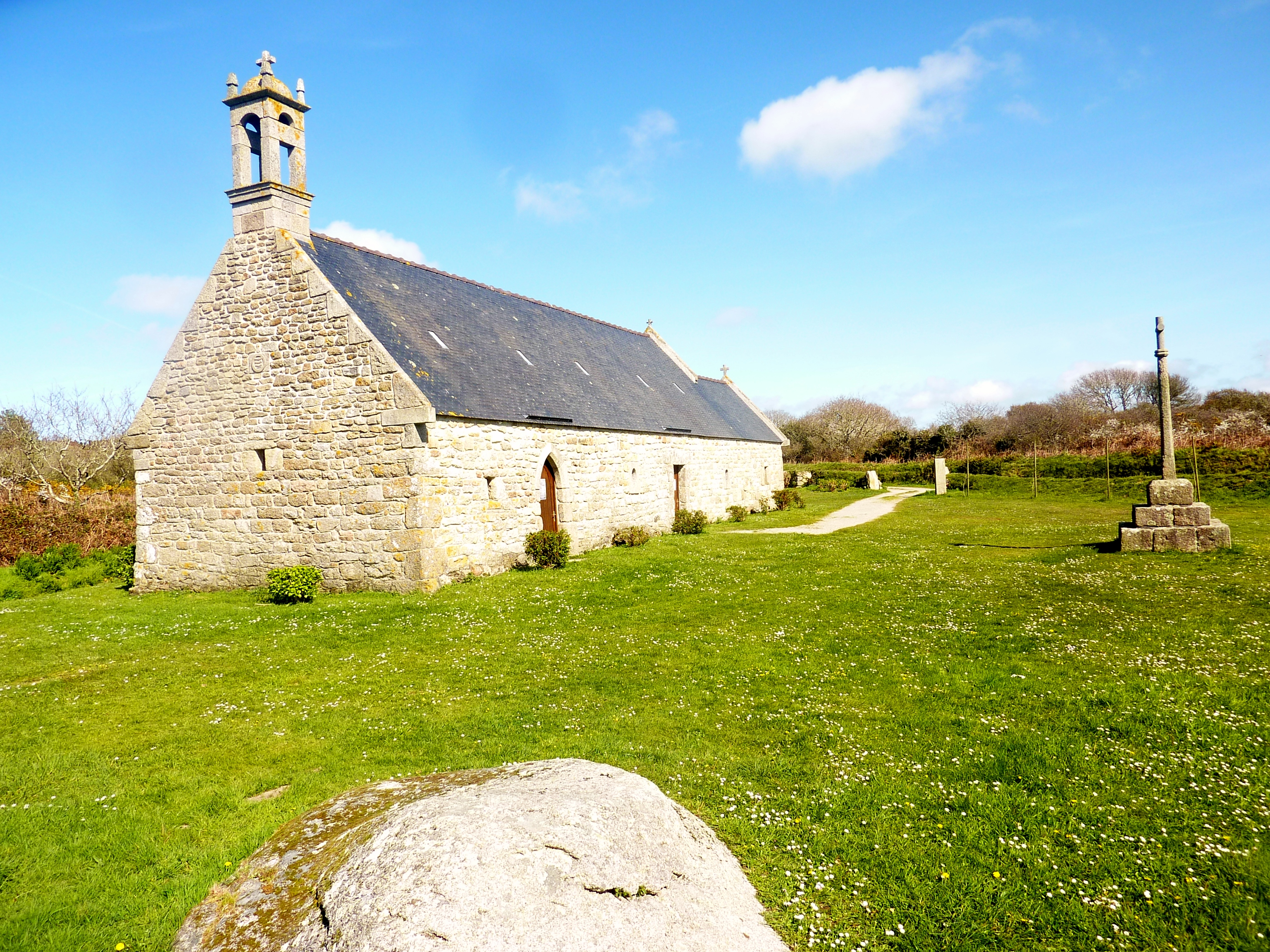
L'enclos paroissial de la chapelle Saint-Ourzal : la chapelle et le calvaire 1.
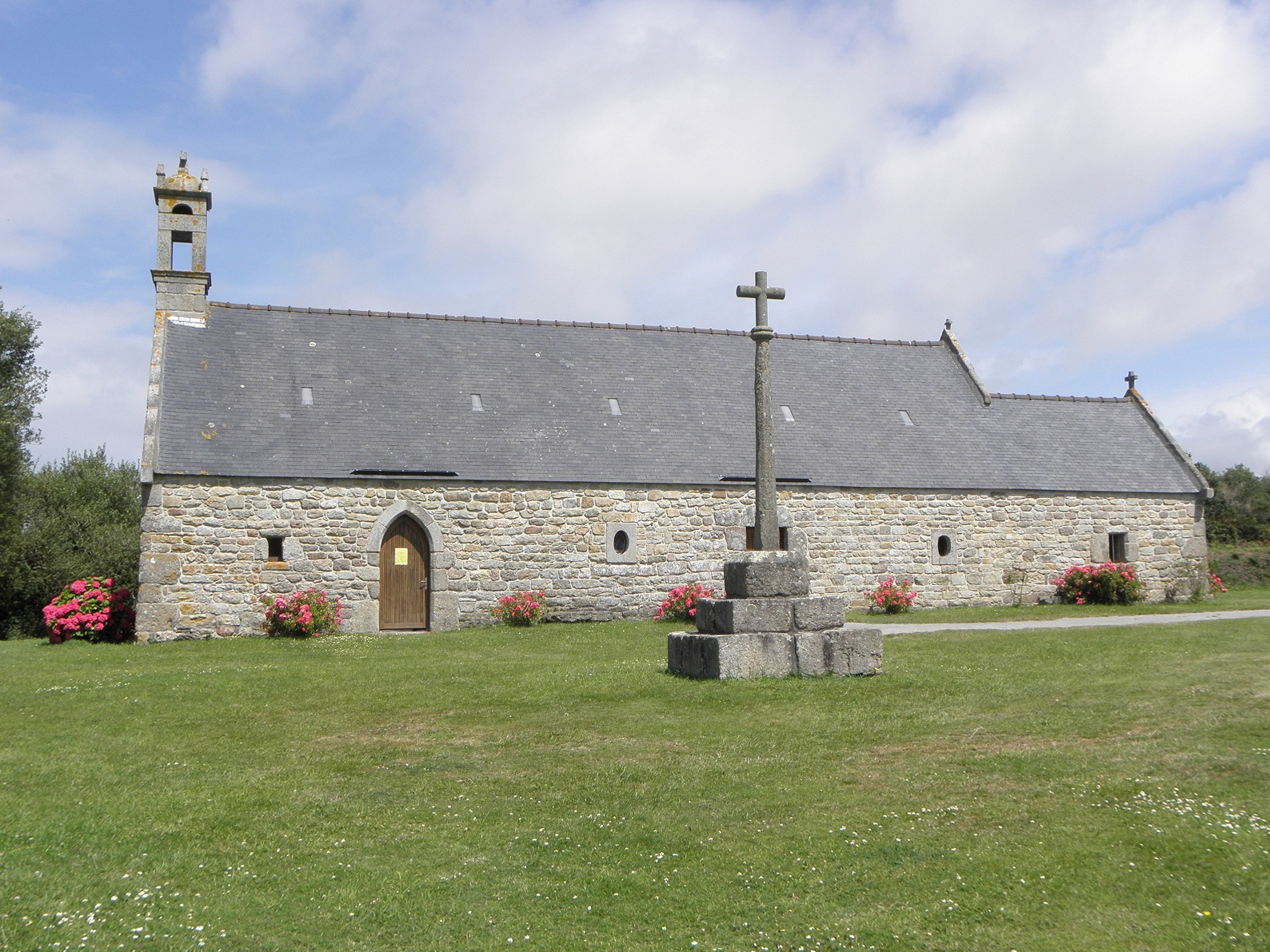
L'enclos paroissial de la chapelle Saint-Ourzal : la chapelle et le calvaire 2.
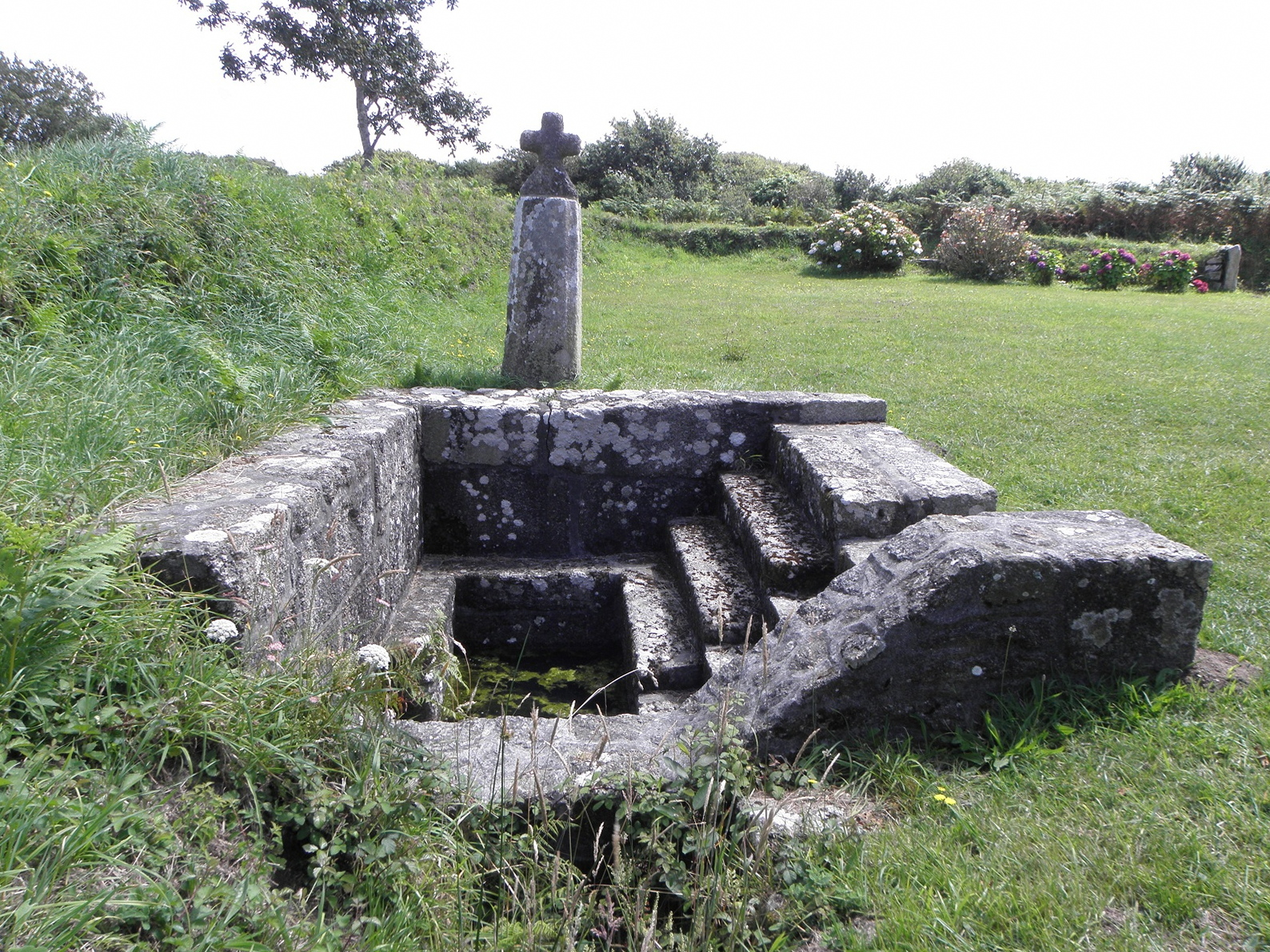
Fontaine de dévotion et stèle de l'Âge du fer christianisée.

- L'ancienne chapelle Notre-Dame-des-Flots à Melon, ancien bâtiment d'usine (brûlerie d'algue construit en  1879)[115] et aménagé en chapelle et béni le 3 juin 1951.
- Plusieurs mégalithes jalonnent le territoire communal témoignant de l'ancienneté du peuplement de la région. Qu'il s'agisse de dolmens, qui servirent de sépulture, ou de menhirs, dont la fonction demeure énigmatique, ces constructions sont la signature des hommes du néolithique. Le dolmen de l'Île Melon dans le petit port du même nom est très significatif. Quinze mégalithes de la commune sont ainsi classés aux monuments historiques[116].
- Sur le Port de Melon, on trouve également une ancienne poudrière et un ancien four à goémon.
- Les hameaux construits à l'époque des maîtres de barques (XVIIe et XVIIIe siècles) : le Creach, Kermerrien, Prat Paul, le Spernoc, Keroustad.
- Les lavoirs traditionnels, encore utilisés aujourd'hui : lavoir du Chemin de Meslan, lavoir de Porspodiriou, lavoir de la Rue du Spernoc, lavoir du Cosquer.
- La croix de Larret (XIVe siècle). On y trouve l'écu de la famille des du Chastel.
- La croix du Dreff ou Le Croazoc ou Créac'h-ar-Groaz (XVe siècle).
- La croix de mission du cimetière du Dreff (1883) provenant de l'ancien cimetière : elle est transférée en 1901.
- La croix de Mentiby (XVIe siècle), trouvée dans la grève et insérée dans un mur de clôture.Maison de maître de barques 9 rue du Spernoc

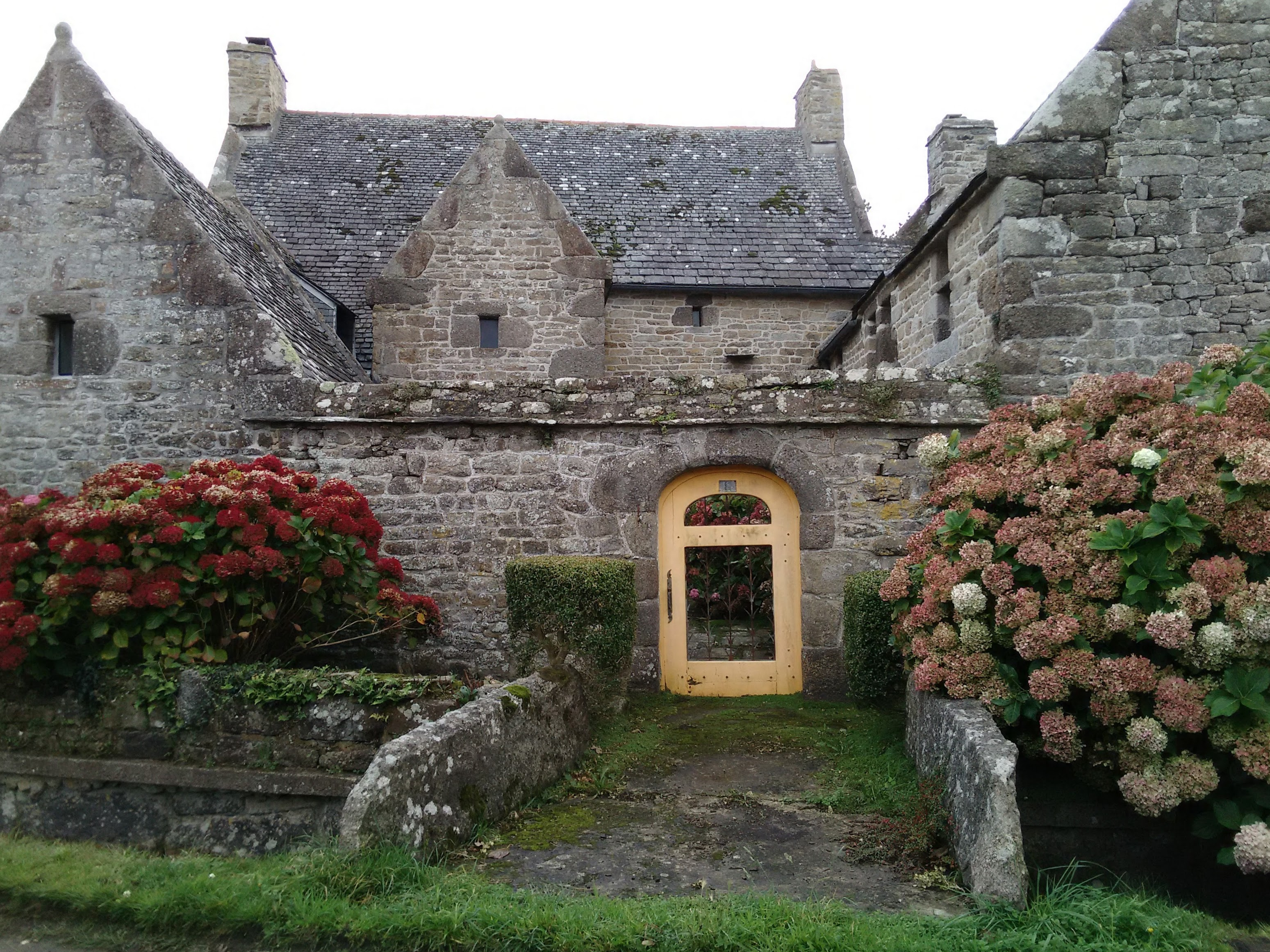
Maison de maître de barques 9 rue du Spernoc

- L'ancien manoir de Kerazant (XVIe siècle), propriété des familles Tanguy, Autret et Keranguen.
- Le manoir de Kermenou (XVe – XVIe siècles) et son colombier de Kermenou (XVIe siècle) ; en ruines en 1994, il est en cours de restauration[117].
- Ensemble construit de Prat Paul (XVIIe siècle), pour un patron de caboteurs dit maître de barque[118]. Au pied des maisons une stèle ovoïde basse de l'âge du fer.
- La fontaine de l'enclos de la chapelle Saint-Ourzal. Les parents y plongeaient trois fois les petits enfants pour qu'ils apprennent à marcher.
- Le monument aux morts de la Première Guerre mondiale.

## Personnalités liées à la commune
- Alexandre Masseron, écrivain, hagiographe, spécialiste de Dante, avocat et maire de Brest, mort à Porspoder en 1959.
- Herri Léon (dit « La Pie »), musicien et compositeur, a habité à Porspoder. Une salle lui a été dédiée à Melon.

## Loisirs
- Restaurants : le bourg compte près de 7 restaurants : 2 crêperies, 1 restaurant gastronomique, 1 restaurant-pizzeria et 3 restaurants.
- Bars : 1 Pub, 3 Bars et 1 Bar-PMU.
- Vie nocturne : Boîte de nuit
- Tourisme : 1 éco-hôtel, 1 camping et village-vacances, et des chambres d'hôtes et gites.
- Commerces (faïencerie,biscuiterie, supérette, coiffeurs, pharmacie) et marché estival.
- Activités : Location de vélos, vélos électriques, tandems et streetsteppers

## Sports
- Activités : Tennis, Handball, Football, Gymnastique, Cyclotourisme, Yoga, Marche / Randonnée.
- Événements sportifs : les 10 et 11 avril 2010 ont eu lieu les championnats de Bretagne de TREC en attelage.

## Littérature
- Eugène Parès : La grotte du corbeau (1883)[119].

## Cinéma(tournages)
- 1979 : le téléfilm Cet homme-là, avec Bruno Cremer est tourné sur la commune.
- 2008 : le film King Guillaume, de Pierre-François Martin-Laval, avec l'actrice-humoriste Florence Foresti a été tourné sur la presqu'île Saint-Laurent.
- 2012 : le film Les Seigneurs, de Olivier Dahan, avec l'acteur Omar Sy, Franck Dubosc a été tourné sur la presqu'île Saint Laurent et sur l'Ile de Molène.